# Belgisch voetbalelftal (mannen)
Het Belgisch voetbalelftal voor mannen is de nationale ploeg die België sinds 1904 vertegenwoordigt tijdens interlands in het voetbal. Hun bijnaam is de Rode Duivels.
Het team wordt bestuurd door de Koninklijke Belgische Voetbalbond, de Belgische voetbalfederatie die een van de oprichters van de FIFA (opgericht in 1904) en de UEFA (opgericht in 1954) was. De meerderheid van de thuiswedstrijden wordt gespeeld in het Koning Boudewijnstadion in Brussel. De bijnaam van de Belgische ploeg is de Rode Duivels (Frans: les Diables rouges; Duits: die Roten Teufel; Engels: Red Devils). Deze bijnaam is in 1906 bedacht door Pierre Walckiers, een beheerder van de club Leopold FC.
De grootste verwezenlijkingen van het Belgisch elftal tot dusver zijn een gouden medaille op de Olympische Spelen van 1920, een tweede plaats op het Europees kampioenschap van 1980, de derde plaats op het wereldkampioenschap van 2018 en de vierde plaats op het wereldkampioenschap van 1986 en zes opeenvolgende deelnames aan wereldkampioenschappen tussen 1982 en 2002. Andere noemenswaardige prestaties zijn vier overwinningen tegen de toenmalige regerende wereldkampioenen: 2–0 tegen West-Duitsland in 1954, 5–1 tegen Brazilië in 1963, 1–0 tegen Argentinië in 1982 en 2–1 tegen Frankrijk in 2002.
De Belgische fans zijn verenigd in de nationale supportersfederatie 1895. De grootste rivaal van België is het Nederlands elftal. Tussen 1905 en 1964 (met uitzondering van de oorlogperiodes) bekampten beide landen elkaar meestal twee keer per jaar; ook na deze periode speelde het Belgisch elftal op regelmatige basis tegen Nederland.
Jan Vertonghen is met 157 interlands Belgisch recordinternational. Romelu Lukaku maakte tot dusver 89 doelpunten voor het nationale team en is daarmee topschutter.

## Geschiedenis

### Ontstaan en eerste internationaal succes

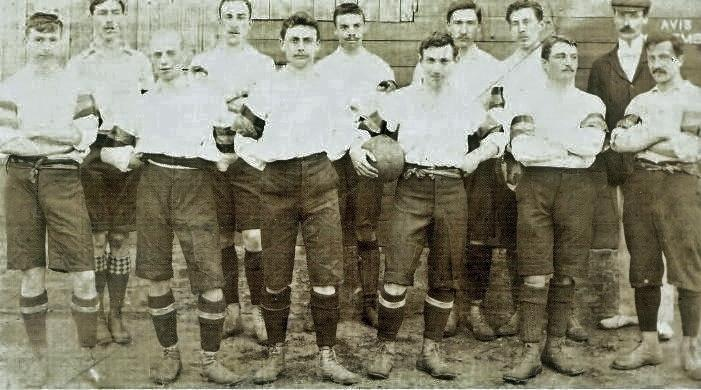
Eerste Belgische elftal in 1901.

Op 28 april 1901 organiseerde de Antwerpse voetbalclub Beerschot AC de Schaal Van den Abeele waarbij de Belgische selectie het opnam tegen een Nederlandse selectie en won met 8-0. Ook in 1902, 1903 en 1904 vond deze wedstrijd plaats in Antwerpen. Deze wedstrijden worden niet officieel als interland erkend door de FIFA omdat de Nederlandse selectie geen officiële selectie van de NVB was. De eerste officiële wedstrijd - en de eerste interland in Europa waarin twee onafhankelijke landen tegen elkaar speelden - volgde op 1 mei 1904 tegen Frankrijk in de Ganzenvijver te Ukkel. Georges Quéritet van RC Brussel scoorde na zeven minuten het eerste Belgische doelpunt in de geschiedenis. Toenmalig landskampioen Union St.-Gillis was met zes spelers hofleverancier van het eerste Belgische elftal. De winnaar zou de Trophée Evence Coppée krijgen, maar de wedstrijd eindigde op 3-3 waardoor deze niet uitgereikt werd. Twintig dagen later waren de voetbalbonden van België en Frankrijk, samen met nog vijf andere Europese landen de stichters van de wereldvoetbalbond FIFA. Op 30 april 1905 werd in Antwerpen de eerste officiële derby der Lage Landen gespeeld tegen Nederland. De bijnaam Rode Duivels kregen ze in 1906. Na een reeks interlands tegen buurlanden Frankrijk en Nederland werd op 18 april 1908 voor het eerst tegen een ander team gespeeld. De Engelse amateurs wonnen in België, het werd 2-8.

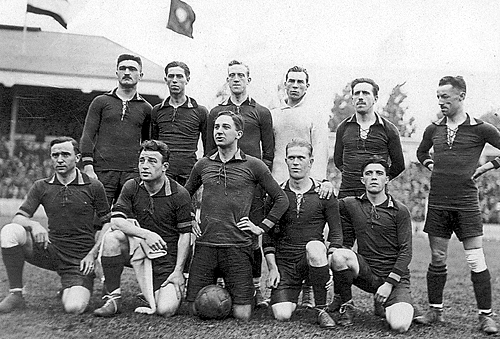
Elftal dat in 1920 goud haalde op de Olympische Spelen in Antwerpen.

In 1920 deed België voor het eerst mee aan een groot toernooi op de Olympische Spelen in Antwerpen. Tegenwoordig speelt voetbal een bijrol op de Spelen en nemen hier geen volwaardige elftallen aan deel, maar destijds was dit anders. Na overwinningen tegen Spanje en Nederland speelde België de finale om de gouden medaille tegen Tsjecho-Slowakije. Toen België 2-0 voorstond en een Tsjecho-Slowaakse verdediger van het veld gestuurd werd, verlieten zijn teamgenoten het veld en werd België tot winnaar uitgeroepen.

### De jaren dertig, drie WK's op rij

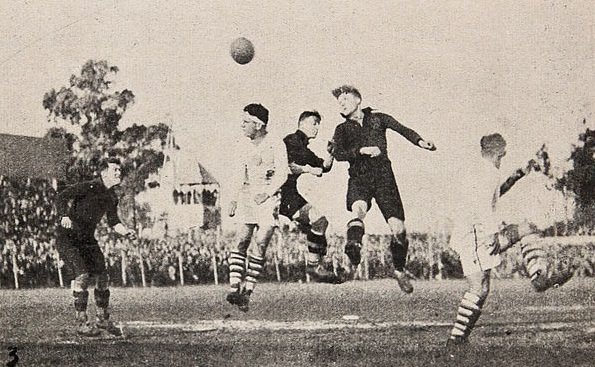
België-Verenigde Staten, de openingswedstrijd van het allereerste WK.

In 1930 organiseerde Uruguay het allereerste WK. De Europese landen waren echter niet geïnteresseerd vanwege de lange reisduur en hoge kosten. De Fransman Jules Rimet kon met behulp van de Uruguayaanse regering dan toch vier landen overtuigen om naar Zuid-Amerika af te zakken, waaronder België. Na een nederlaag tegen de Verenigde Staten en Paraguay was België uitgeschakeld.
Vier jaar later was België er opnieuw bij op het tweede WK in Italië, door in de kwalificatieronde de Ierse Vrijstaat uit te schakelen. De Rode Duivels speelden één wedstrijd in dit toernooi, dat volledig met rechtstreekse uitschakeling werd gespeeld: Bernard Voorhoof maakte de eerste doelpunten voor België op een WK en bracht België voor de rust op een 1-2 voorsprong tegen Duitsland. Enkele minuten na rust viel de gelijkmaker. Daarna maakte Edmund Conen nog een hattrick, waardoor België met 5-2 werd uitgeschakeld.
Ook op het WK in Frankrijk was België van de partij en werd meteen tegen het gastland uitgeloot, dat met 3-1 won. Raymond Braine was in deze tijd een rots in de branding van het Belgische elftal: hij speelde 54 keer en kon 26 keer scoren.

### Naoorlogse periode zonder veel succes
Door de Tweede Wereldoorlog vond er pas in 1950 opnieuw een WK plaats, maar België trok zich terug voor de kwalificatie en probeerde het vier jaar later opnieuw. In een groep met Zweden en Finland werd België met voorsprong groepswinnaar. Op het WK in Zwitserland kon België in de eerste wedstrijd voor het eerst in de geschiedenis de nederlaag afwenden op het WK, al hadden ze hiervoor wel een eigen doelpunt nodig van de Engelsen diep in de blessuretijd waardoor het 4-4 werd. De tweede wedstrijd tegen Italië werd met 4-1 verloren. Enkele Belgische topspelers uit deze tijd waren Rik Coppens, Jef Mermans en Pol Anoul. Enkele maanden na het WK werd de wereldkampioen West-Duitsland met 2-0 geklopt. In 1956 wonnen de Belgen een vriendschappelijke wedstrijd tegen de Magische Magyaren met onder andere Ferenc Puskás in een wervelende wedstrijd waarin het 5-4 werd.

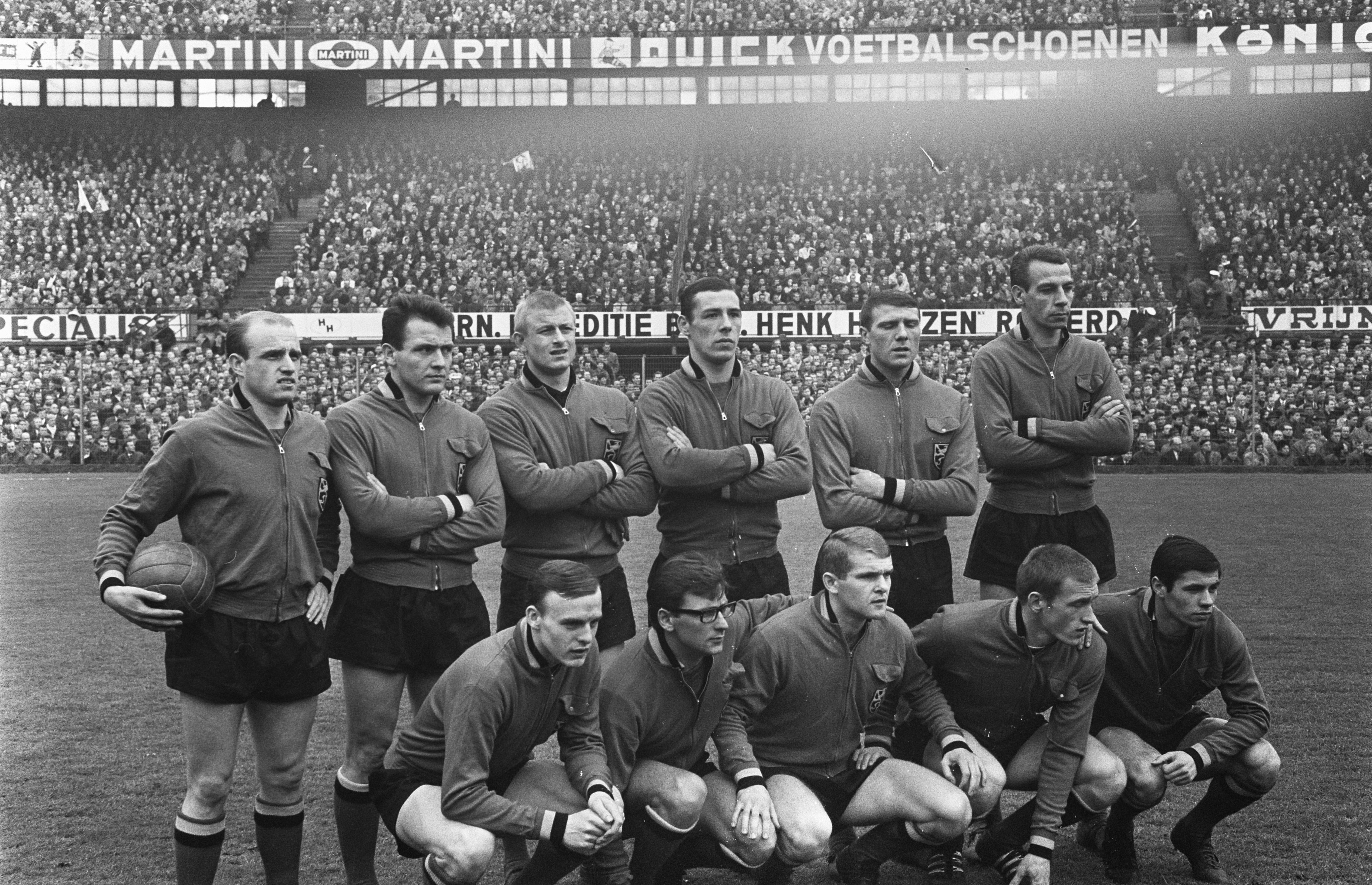
Het Belgisch voetbalelftal voor de interland Nederland-België (17 april 1966).

In 1958 kon het land zich voor het eerst niet kwalificeren voor een WK. België zat in een groep met Frankrijk en IJsland en kon deze laatste wel stevig verslaan, maar tegen Frankrijk verloren ze waardoor ze uitgeschakeld werden. Vier jaar later werden alle vier de wedstrijden tegen Zweden en Zwitserland verloren. In 1963 won België in een vriendschappelijke wedstrijd met 5-1 van wereldkampioen Brazilië. Nadat België in 1960 niet deelnam aan de kwalificatie voor het EK, de nieuwe competitie, schreven ze zich wel in voor de editie van 1964, maar verloren beide wedstrijden tegen Joegoslavië. In 1966 was België favoriet om naar het WK in Engeland te gaan met Paul Van Himst als een van de belangrijkste spelers. België en Bulgarije eindigden samen eerste in hun groep. België had een veel beter doelsaldo, maar er werd een testwedstrijd gespeeld op neutraal terrein in het Italiaanse Florence. De Bulgaar Georgi Asparuhov kon op amper één minuut tijd twee keer scoren en sloeg de Belgische WK-droom aan diggelen. In de kwalificatie voor het EK 1968 eindigde België tweede in zijn groep achter Frankrijk.

### Succes onder Goethals
Nadat Raymond Goethals bondscoach werd in 1968 ging het beter met de Rode Duivels. In een loodzware kwalificatiegroep voor het WK voetbal 1970 met Joegoslavië en Spanje deed België het wonderwel heel goed. Odilon Polleunis en Johan Devrindt baanden de weg naar een eerste EK in zestien jaar. Ze verloren enkel op de laatste speeldag van Joegoslavië, maar hadden toen al een voorsprong van vier punten op dat land. Op het WK in Mexico won België, veertig jaar na de eerste deelname, voor het eerst een wedstrijd: het werd 3-0 tegen El Salvador met goals van Wilfried Van Moer en Raoul Lambert. Tegen de Sovjet-Unie en gastland Mexico liep het echter mis en ging België er opnieuw in de eerste ronde uit.
De daaropvolgende campagne voor het EK 1972 begon veelbelovend met overwinningen op Denemarken, Schotland en Portugal, maar na een nederlaag tegen Schotland bleef het spannend tot op de laatste speeldag toen ze in Portugal tegen het team van Eusébio moesten spelen. Het werd 1-1 en België ging naar de kwartfinale tegen uittredend Europees kampioen Italië. In Italië bleef het 0-0 voor meer dan 60.000 toeschouwers en bij de terugwedstrijd konden Van Moer en Van Himst zorgen voor een overwinning waardoor België voor het eerst naar het EK mocht en dat zelf mocht organiseren. In deze tijd namen nog maar vier landen deel en werd het gastland gekozen uit de vier halvefinalisten. Naast België namen West-Duitsland, de Sovjet-Unie en Hongarije deel. In de Bosuil, het stadion van Royal Antwerp FC, kwam West-Duitsland voor met twee treffers van Gerd Müller. Polleunis kon nog wel de aansluitingstreffer maken maar het bleef 1-2. Voor de troostfinale op Sclessin daagden slechts een 6.000 supporters op. Lambert en Van Himst scoorde nog voor het half uur. In de tweede helft kon Hongarije wel nog scoren vanop de stip. België werd derde op het EK in eigen land, het beste resultaat voor de Duivels sinds de Spelen van 1920.
België deed het voortreffelijk in de kwalificatie voor het WK 1974 en liet zelfs geen enkele goal binnen in zes wedstrijden. De Belgen begonnen wervelend met grote overwinningen op IJsland. Bij de vierde wedstrijd ontving België Nederland dat daarvoor Noorwegen opzij gezet had met 9-0, maar in België bleef de score op 0-0. Nadat België ook nog van Noorwegen won viel de beslissing op de laatste speeldag. Nederland had een doelsaldo van 24:2 en België van 12:0 waardoor België moest winnen in Amsterdam, echter bleef het ook daar 0-0 waardoor Nederland voor het eerst sinds 1938 naar het WK mocht en daar zelfs de finale bereikte.
Bij de EK-kwalificatie werd België groepswinnaar door een misstap van Oost-Duitsland in IJsland. Frankrijk werd slechts derde in de groep. In de kwartfinale botste België opnieuw op Nederland en verloor in Rotterdam voor bijna 50.000 toeschouwers. Het werd 5-0 met onder andere een hattrick van Rensenbrink. In de terugwedstrijd kon Roger Van Gool België wel op voorsprong zetten, maar Johnny Rep en Johan Cruijff beslisten de wedstrijd in het voordeel van Nederland.

### Gloriejaren onder Guy Thys

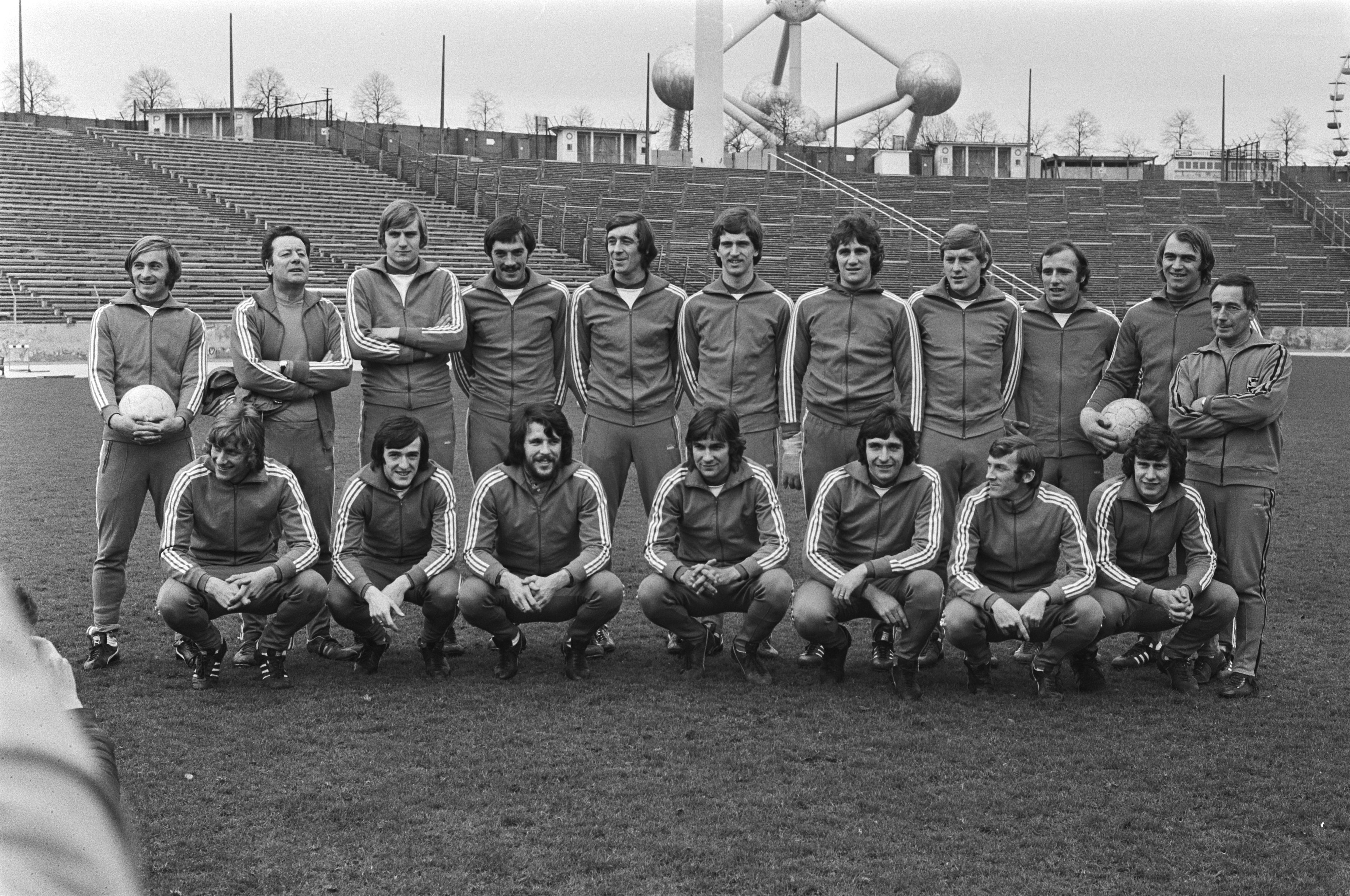
Belgisch voetbalelftal met Guy Thijs (1977)

Goethals gaf de scepter door aan Guy Thys die het land naar successen leidde, maar het sterke België ondervond wel voor de derde keer op rij hinder van de Nederlanders. Ook in 1978 versperde Oranje de weg voor België. Jean-Marie Pfaff en Ludo Coeck speelden Europese finales met hun clubs, maar dat mocht niet baten, Nederland won beide confrontaties. In de laatste wedstrijd verloor het al uitgeschakelde België tevens met 3-0 van het Noord-Ierland van George Best.

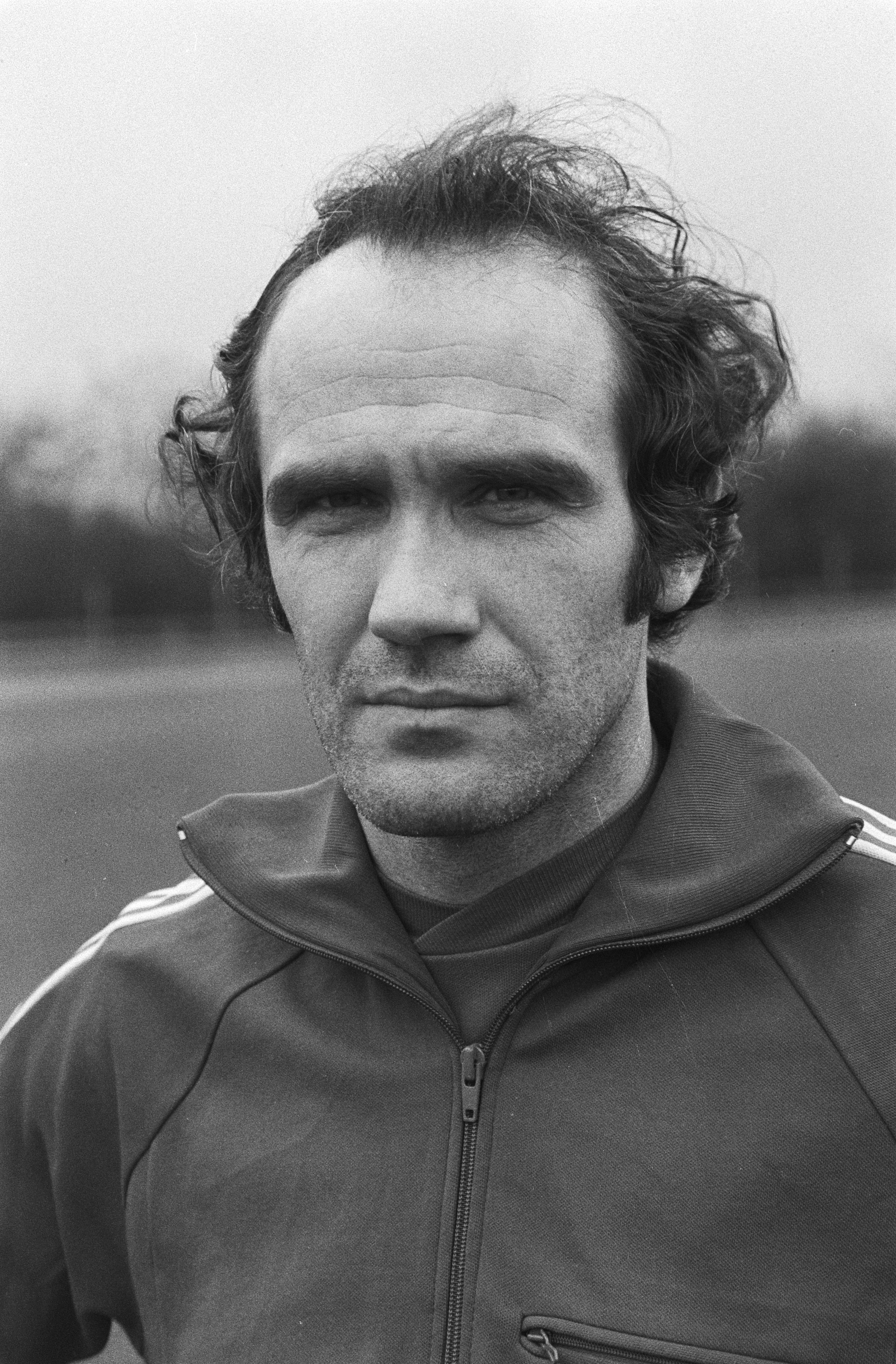
Wilfried Van Moer werd na vier jaar hiatus weer opgeroepen en bleek the missing link op het middenveld voor het succes van het EK 1980.

 Bij de kwalificatie voor het EK 1980 leek het opnieuw fout te gaan lopen voor de Belgen. Ze begonnen met vier gelijke spelen op rij in een groep met WK-gangers Schotland en Oostenrijk en een sterk Portugal. Met het terughalen van Wilfried Van Moer keerde het tij en wonnen ze drie keer op rij, terwijl Portugal steken liet vallen. In de laatste wedstrijd moest België van Schotland winnen om over Oostenrijk te springen. Met twee goals van François van der Elst en een van Erwin Vandenbergh ging België naar het WK. Door uitbreiding van vier naar acht teams was er immers geen kwartfinale meer nodig om zich te plaatsen. Op het EK zat België in een zware groep met Engeland, gastland Italië en Spanje. Engeland kwam voor dankzij een goal van Ray Wilkins, maar drie minuten later maakte Jan Ceulemans de gelijkmaker. In de tweede wedstrijd tegen Spanje zette Eric Gerets de Duivels na een dik kwartier op voorsprong. Spanje kon nog gelijkmaken maar aanvoerder Julien Cools scoorde in de tweede helft de winnende goal. De derde wedstrijd was tegen Italië, dat moest winnen om naar de finale te gaan. Dankzij een uitmuntende Jean-Marie Pfaff bleef het 0-0 en ging België naar zijn eerste Europese finale, en dat tegen West-Duitsland. Horst Hrubesch liet al na 10 minuten de netten trillen. In de tweede helft zat het geluk de Belgen mee. Uli Stielike haalde Van der Elst neer buiten het strafschopgebied, maar de scheidsrechter legde de bal toch op de stip en René Vandereycken trapte binnen. Enkele minuten voor affluiten maakte Hrubesch de tweede goal voor de Duitsers en maakte zo een einde aan de EK-droom van de Belgen.

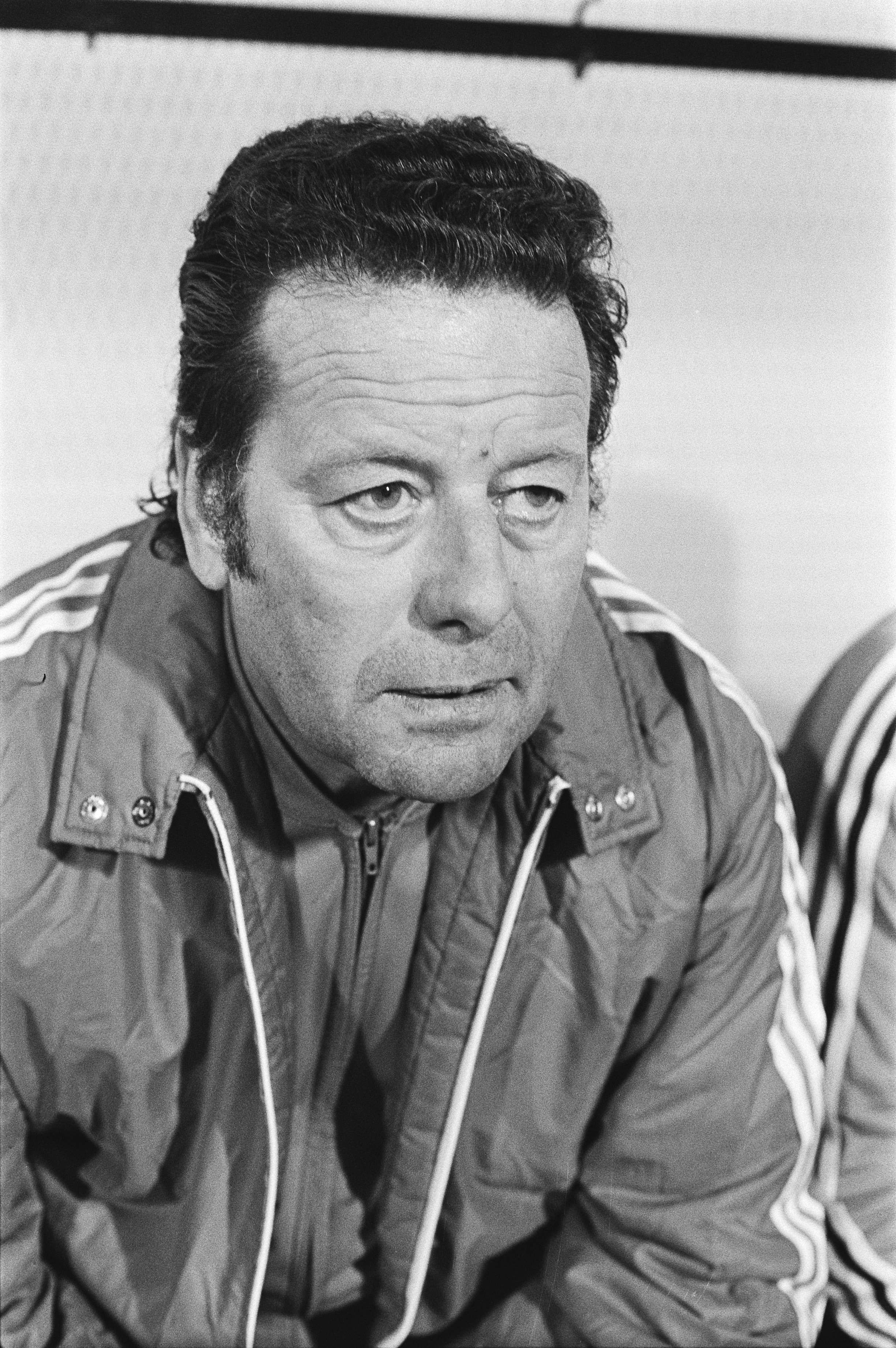
Guy Thys leidde België tijdens 114 interlands, van 1976 tot 1989 en van 1990 tot 1991.

Ondanks de Europese vicetitel zouden de Duivels hard moeten knokken in de kwalificatie voor het WK in Spanje. Opnieuw zat België bij Nederland in de groep, dat echter enkel nog Ruud Krol en Johnny Rep van hun gouden generatie overhield, maar ook met het Frankrijk van Michel Platini en Ierland met sterspeler Frank Stapleton. Door de uitbreiding van het WK van 16 naar 24 teams kwamen er wel vier extra tickets vrij voor Europa. De kwaliteit was zo hoog dat alle landen tegen elkaar weleens steken lieten vallen en de punten erg dicht bij elkaar lagen. België ging wel als groepswinnaar naar het WK en Frankrijk door een beter doelsaldo dan Ierland. Vicewereldkampioen Nederland werd laatste, en ging dus niet naar het WK. Will Tura zong dat jaar het WK-lied De Rode Duivels gaan naar Spanje. Het eerste strofe begon met met Erwin Vandenbergh erbij dan scoren we meteen en hij bleek gelijk te krijgen. Vandenbergh wipte wereldkampioen Argentinië en België maakte meteen furore op het eerste WK in twaalf jaar voor meer dan 95.000 toeschouwers in Camp Nou. In de tweede wedstrijd scoorde Ludo Coeck het winnende doelpunt tegen El Salvador, maar bij de vorige wedstrijd kregen de Salvadoranen nog 10 goals om de oren van de Hongaren. In de derde wedstrijd zette Varga de Hongaren op voorsprong, maar in de tweede helft kon Alex Czerniatynski de gelijkmaker binnen trappen waardoor ze als groepswinnaar naar de tweede groepsfase gingen. Door een botsing tussen Pfaff en Gerets konden beide spelers niet aantreden in de tweede ronde. Theo Custers nam de plaats van Pfaff in en werd drie keer gepasseerd door de Pool Zbigniew Boniek. Toen ook de tweede wedstrijd tegen de Sovjet-Unie verloren werd, na een goal van Oganesjan, was het toernooi voorbij voor de Belgen. Ze hadden echter wel voor het eerst de eerste ronde overleefd.
Bij de kwalificatie voor het EK 1984 zat België in een zware groep met Oost-Duitsland, Zwitserland en het Schotland van Kenny Dalglish. De Duivels wonnen de eerste vier wedstrijden en werden uiteindelijk groepswinnaar met drie punten voorsprong op Zwitserland. Eric Gerets en Walter Meeuws mochten niet mee naar het EK omdat er geen spelers van Standard Luik mee mochten vanwege het omkoopschandaal met Thor Waterschei. De nog piepjonge Enzo Scifo was uitblinker in de openingswedstrijd tegen Joegoslavië waarin Vandenbergh en de ook nog jonge Georges Grün scoorden. Gastland Frankrijk gaf België echter een pandoering, Platini scoorde een hattrick en het werd 5-0. In de laatste wedstrijd moest België winnen van Denemarken. Ceulemans en Vercauteren brachten de Belgen 0-2 voor, maar nog voor rust maakten de Denen de aansluitingstreffer. In de tweede helft miste Vandenbergh een kans voor open doel en daarna scoorden de Denen nog twee keer, exit voor de Belgen.
Het WK 1986 leek ver weg te zijn na een gelijkspel tegen Griekenland en een nederlaag tegen Polen, maar de Belgen herpakten zich en konden toch nog samen met Polen op de eerste plaats eindigen, echter door een slechter doelsaldo moest België via een barrage naar het WK. België won thuis van Nederland met 1-0, dankzij een goal van Vercauteren. In Rotterdam scoorden Peter Houtman en Rob de Wit voor Oranje. Na een voorzet van Gerets maakte Grün in de 85ste minuut de aansluitingstreffer. Nederland won, maar België ging naar het WK omdat het op verplaatsing wist te scoren. België kwalificeerde zich voor de derde keer op rij voor een groot toernooi, terwijl de Nederlanders ondertussen al drie keer op rij een groot toernooi misten. België moest openen tegen gastland Mexico dat met 1-2 kon winnen. Tegen Irak brachten Scifo en Nico Claesen de Duivels op voorsprong. Irak maakte nog de aansluitingstreffer, maar een goede Pfaff kon de zege veilig stellen. Tegen Paraguay kwamen de Duivels twee keer op voorsprong, maar telkens maakten de Paraguayanen gelijk. Op het vorige WK zou België uitgeschakeld zijn met een derde plaats, maar de regels waren veranderd en er kwam geen tweede groepsfase maar een achtste finale waardoor ook de vier beste derdes opgevist werden. België kreeg de Sovjet-Unie voorgeschoteld, dat een erg goede indruk gemaakt had in de eerste ronde. In een wervelende wedstrijd die de geschiedenisboeken zou ingaan als een van de betere wedstrijden op het WK, zette Igor Belanov de Sovjets op voorsprong. Scifo maakte gelijk, maar ook Belanov kon opnieuw scoren. Dankzij een goal van Ceulemans werden verlengingen uit de brand gesleept. Stéphane Demol scoorde de 2-3 en Claesen zelfs de 2-4. Belanov maakte een minuut later nog de 3-4 en met nog een tien minuten te gaan bleef het spannend, maar uiteindelijk trokken de Belgen aan het langste eind. In de kwartfinale tegen Spanje maakte Ceulemans de eerste goal en later maakten de Spanjaarden een tegengoal waardoor er verlengingen volgden. Hierin werd er niet gescoord waardoor strafschoppen over de wedstrijd beslisten. Pfaff kon een strafschop stoppen en de Duivels trapten allemaal raak. Hierdoor mochten ze naar de halve finale. Diego Maradona besliste de wedstrijd voor de Argentijnen met twee goals. België mocht in de troostfinale spelen tegen Frankrijk. Hier verloren de Belgen met 2-4 waardoor ze uiteindelijk vierde werden, tot dan toe hun beste resultaat op een WK.
België zat in een zware groep voor de kwalificatie voor het EK met andere WK-gangers Bulgarije en Schotland. Ze begonnen met gelijke spelen en eindigden met twee verliezen waardoor ze slechts derde werden. Ierland, dat zich nog nooit voor een groot toernooi geplaatst had, werd de groepswinnaar. Guy Thys begon nog aan de kwalificatie voor het WK in Italië, maar na vijf wedstrijden nam oud-speler Walter Meeuws het over. In zijn eerste wedstrijd zette hij Portugal opzij met 3-0 en daarna speelden de Duivels gelijk tegen Zwitserland. In de laatste wedstrijd speelden ze echter gelijk tegen Luxemburg. Het WK kwam niet meer in het gedrag, maar Tsjecho-Slowakije kon wel nog over de Belgen wippen, echter speelden zij gelijk tegen Portugal waardoor België toch de groepswinst beet had. Meeuws werd ontslagen na een conflict met Scifo en Guy Thys keerde terug om de Belgen opnieuw naar een succesvol WK te leiden.
Op het WK kreeg Scifo de voorkeur op recordinternational Ceulemans. Marc Degryse en Michel De Wolf konden Zuid-Korea opzij zetten. In de tweede wedstrijd kregen de Belgen Uruguay voorgeschoteld. Lei Clijsters en Enzo Scifo gaven de Belgen al in de eerste helft een comfortable voorsprong. Net na de rust scoorde Ceulemans de 3-0 en haalde de buit binnen. De Uruguayanen konden wel nog scoren. De Belgen verloren de derde wedstrijd tegen Spanje waarin Scifo een strafschop miste, maar ze mochten naar de volgende ronde tegen Engeland. België voetbalde beter dan vier jaar geleden, toen ze vierde werden, maar toch was de tweede ronde het eindstation voor de Duivels door een goal van David Platt in de 119de minuut.

### Jaren 90: WK's onder Van Himst en Leekens
Bij de kwalificatie voor het EK 1992 zaten de Duivels in een groep bij beide Duitslanden en had de eer om de laatste interland uit de geschiedenis te spelen van Oost-Duitsland. De Duitsers wonnen met 0-2, maar de uitslag werd later geschrapt in de stand omdat de Duitslanden zich herenigden en als één team aantraden vanaf dan. België kreeg dus een nieuwe kans maar werd dan in Wales met 3-1 verslagen. In 1991 nam Paul Van Himst de job van trainer over van Thys, maar kon toen al niet meer het EK halen. Het WK 1994 werd de volgende doelstelling, maar de loting was zwaar, met Roemenië en Tsjecho-Slowakije die ook op het vorige WK speelden en Wales dat bij de EK-campagne voor België eindigde. België begon erg goed aan de kwalificatie met zeges tegen de kleinere landen en een uitoverwinning op Tsjecho-Slowakije. Thuis ontvingen ze het Roemenië van Gheorghe Hagi, dat zeer goed speelde maar vele kansen miste, terwijl Rudi Smidts het winnende doelpunt kon maken voor België. Na zes overwinningen op rij verloor België tegen Wales en Roemenië waardoor het toch weer spannend werd. Op de laatste speeldag nam België het op tegen de inmiddels uit elkaar gevallen natie Tsjecho-Slowakije. Het bleef 0-0 waardoor België zich voor de vierde opeenvolgende keer plaatste voor het WK.
Op het WK in Amerika won België dankzij een vroeg doelpunt van Marc Degryse tegen Marokko en ook de tweede groepswedstrijd tegen Nederland werd met 1-0 gewonnen door een goal van Philippe Albert. De tweede ronde was dus al binnen, maar door een nederlaag tegen Saoedi-Arabië en een slechter doelsaldo werd België derde en moest het in de achtste finales uitkomen tegen Duitsland. Rudi Völler zette de Duitsers al na 6 minuten op voorsprong. Georges Grün maakte echter twee minuten later al de gelijkmaker, maar ook Klinsmann raakte drie minuten later opnieuw de netten. Nog voor de rust maakte Völler zijn tweede goal van de wedstrijd. De wedstrijd had anders kunnen uitdraaien omdat scheidsrechter Kurt Röthlisberger geen strafschop toekende aan de Belgen voor een fout op Josip Weber. Philippe Albert kon in de 90ste minuut wel nog de aansluitingstreffer maken, echter was het te laat voor de Belgen. Michel Preud'homme werd uitgeroepen tot beste doelman van dat WK.
In 1996 konden zich voor het eerst 16 landen kwalificeren voor het EK, maar het liep mis voor de Belgen. Na nederlagen tegen concurrenten Spanje en Denemarken en puntengemors tegen Macedonië zat België in de achtervolging en strandde op een derde plaats, met zes punten achterstand op Denemarken. Bondscoach Van Himst werd na vijf jaar bedankt voor bewezen diensten. Zijn assistent Van Moer nam het over, maar werd enkele maanden later ook ontslagen na een nederlaag tegen Nederland in de kwalificatiecampagne voor het WK in Frankrijk. Georges Leekens, die succes had met Excelsior Moeskroen werd de nieuwe bondscoach. Met een hattrick van Luis Oliveira tegen Turkije werd de tweede plaats in de groep veilig gesteld. België verloor twee keer van Nederland, maar kon de overige zes wedstrijden winnen en mocht barrages spelen tegen Ierland om de kwalificatie nog af te dwingen. Na een gelijkspel in Dublin konden de Belgen, dankzij Luc Nillis, thuis winnen tegen de Ieren. België zat voor het tweede opeenvolgende WK en de voorbije kwalificatiecampagne in de groep bij Nederland. Voor 75.000 toeschouwers in het Stade de France speelden beide buurlanden gelijk. Tegen Mexico zette Marc Wilmots de Belgen op rozen maar de Mexicanen konden nog terugkomen waardoor de punten gedeeld werden. De kwalificatie moest afgedwongen worden tegen Zuid-Korea, dat al acht doelpunten geïncasseerd had. Nillis maakte na zeven minuten het eerste doelpunt, maar in de 71ste minuut maakte Yoo Sang-chul de gelijkmaker waardoor België, zonder te verliezen, na de eerste ronde uitgeschakeld werd.

### Euro 2000 en WK onder Waseige
Leekens bleef nog een jaar na het WK trainer en nam met zijn team nog deel aan de Kirin Cup in Japan, waarbij ze deze trofee wonnen, maar moesten delen met Peru. In de zomer van 1999 nam Robert Waseige het over van Leekens. Doordat België en Nederland samen het Euro 2000 organiseerden moesten ze geen kwalificatie spelen. Het was tevens de eerste keer dat twee landen samen een groot toernooi organiseerden. België won de openingswedstrijd voor 50.000 toeschouwers tegen Zweden dankzijk goals van Bart Goor en Émile Mpenza. De tweede tegenstander was Italië. Totti zette de Italianen al na zes minuten op voorsprong en een uur later scoorde Fiore de tweede goal van de avond. België moest nu minstens gelijkspelen tegen Turkije om kwalificatie af te dwingen. Şükür scoorde echter twee keer voor de Turken en zorgde ervoor dat voor het eerst in de geschiedenis een gastland in de eerste ronde uitgeschakeld werd.
Voor de WK kwalificatie in Japan en Zuid-Korea zaten ze in een groep met onder andere Kroatië, dat derde was geworden op het vorige WK. Thuis speelden de Belgen gelijk tegen Kroatië en wonnen ruim van Letland en San Marino. Tegen San Marino maakten ze het meeste doelpunten tot nu toe, het werd 10-1 en Bob Peeters scoorde een hattrick. Daarna namen de Belgen het op tegen Schotland. Billy Dodds scoorde voor het halfuur twee keer en de Belgen waren op achtervolgen aangewezen. Nog voor het uur maakte Wilmots de aansluitingstreffer en in de 90ste minuut trapte Van Buyten de gelijkmaker binnen. De volgende wedstrijden werden gewonnen waardoor de beslissing op de laatste speeldag viel in de uitwedstrijd tegen Kroatië. België had twee punten voorsprong maar verloor waardoor ze barrages moesten spelen. De Duivels namen het op tegen Tsjechië en Gert Verheyen maakte in Brussel het enige doelpunt. In de terugwedstrijd vielen de Tsjechen aan, maar Geert de Vlieger liet zich niet passeren. Gert Verheyen veroorzaakte een strafschop die Wilmots omzette waardoor België naar zijn zesde opeenvolgende WK ging.
Op het WK zat België in de groep met gastland Japan en mocht daar ook tegen openen. Hoewel het het gastland was, werd op voorhand verwacht dat ze hetzelfde lot zouden ondergaan als België twee jaar eerder; uitgeschakeld worden in de eerste ronde. Wilmots opende de score in de tweede helft, maar amper twee minuten later maakte Suzuki de gelijkmaker. Inamoto bracht daarna de Japanners op voorsprong, maar Peter Van Der Heyden kon een kwartier voor het einde de 2-2 op het bord zetten. Nadat ook de tweede wedstrijd tegen Tunesië op een gelijkspel uitdraaide leek een scenario zoals vier jaar eerder zich te herhalen. Tegen Rusland maakte Walem al na zeven minuten een goal. De Russen maakten gelijk, maar met goals van Sonck en Wilmots kwamen de Belgen 3-1 voor. Het werd nog even spannend toen Sytsjov de aansluitingstreffer maakte, maar België ging door naar de volgende ronde. In de achtste finale trof België Brazilië en speelden ze een sterke wedstrijd. Kort voor de rust keurde de Jamaicaanse scheidsrechter Peter Prendergast onterecht een doelpunt van Wilmots af. In de 67ste minuut kon Rivaldo scoren en kort voor het einde maakte Ronaldo er nog 2-0 van, maar gezien het feit dat België beter speelde en het onterecht afgekeurde doelpunt die de wedstrijd heel anders had kunnen laten lopen, wordt dit gezien als een gemiste kans op succes voor de Belgen.

### Periode zonder grote toernooien
Na dat WK wist de ploeg zich, ondanks de aanwezigheid van getalenteerde spelers, jarenlang niet meer te kwalificeren voor een eindronde van een EK of WK. Sinds 2003 was de ploeg dan ook sterk gedaald op de FIFA-wereldranglijst. Die jaren werd er dan ook gesproken over een crisis in het Belgische voetbal. In discussies over de oorzaak van de deze crisis wordt zowel verwezen naar de voetbalbond KBVB, de bondscoaches, als de spelers zelf. In reactie op deze crisis nam ook de interesse bij het publiek voor het elftal af.
Aimé Antheunis nam de scepter van Waseige over na het WK in Japan en Zuid-Korea en begon met een valse noot aan de kwalificatiecampagne voor het EK 2004 door thuis te verliezen tegen Bulgarije. Na zuinige 0-1 overwinningen op Andorra en Estland verloren ze met 4-0 van Kroatië. Hierna herpakten de Belgen zich met een gelijkspel in Bulgarije en drie zeges op rij. Ze eindigden samen met Kroatië op de tweede plaats, maar in de onderlinge confrontaties had Kroatië vaker gescoord.
Het WK 2006 leek al vanaf de start lastig te behalen na een gelijkspel tegen Litouwen. Na nederlagen tegen zowel Spanje als Servië en Montenegro leek een kwalificatie onmogelijk. De Belgen kwakkelden verder met ook wel overwinningen, maar strandden uiteindelijk op een vierde plaats en was er voor het eerst sinds 1978 niet meer bij op een WK. René Vandereycken stond intussen aan het roer voor de kwalificatie voor het EK in Zwitserland en Oostenrijk. In een poule van acht teams moesten er veertien wedstrijden afgewerkt worden. België begon tegen Kazachstan. De resultaten bleven ondermaats en België werd slechts vijfde, met zes punten achterstand op Finland en Servië. Ook voor het WK in Zuid-Afrika kon België niet in de buurt van een kwalificatie komen en eindigde vierde op zes teams. Na het vertrek van Vandereycken nam Vercauteren het tijdelijk over tot Dick Advocaat de boel ging runnen. Echter koos hij al na vijf interlands voor het grote geld in Rusland en liet de Belgen in de steek. Met Vincent Kompany had België wel weer een goudhaantje in de rangen en ook andere spelers lieten zich meer en meer opmerken in grotere competities zoals Eden Hazard die furore maakte bij Lille OSC. De belangstelling voor de Rode Duivels nam weer toe toen er volgens sommigen een gouden generatie op komst was. Het beloftenelftal haalde namelijk de halve finale op de OS 2008 met spelers als Thomas Vermaelen, Jan Vertonghen en Marouane Fellaini.

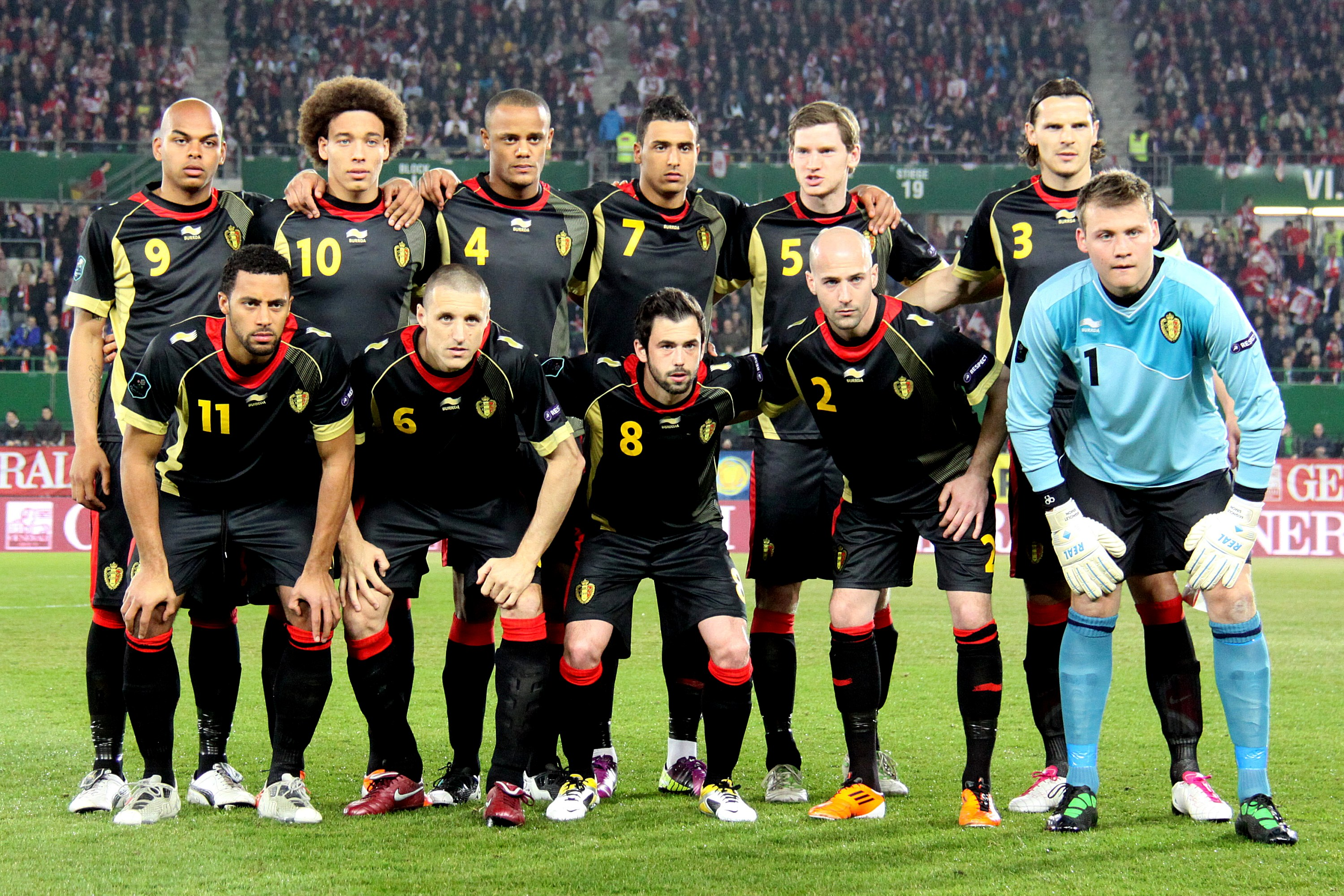
Belgisch elftal in 2011

Leekens nam het roer weer over voor het EK 2012 waar de Belgen begonnen met nederlagen tegen Duitsland en Turkije. Marvin Ogunjimi scoorde twee keer tegen Kazachstan. Tegen Oostenrijk speelden ze na een spannende wedstrijd 4-4 gelijk, de gelijkmaker werd zelfs pas diep in de blessuretijd gemaakt door de Oostenrijkers. Axel Witsel zette de Oostenrijkers thuis bij de volgende wedstrijd twee keer opzij en na een ruime zege tegen Azerbeidzjan was de kwalificatie nog mogelijk als er van Turkije gewonnen werd. Ogunjimi scoorde al vrij snel, maar de Turken maakten gelijk. Nadat ze ook in Azerbeidzjan gelijk speelden kwam de kwalificatie in gevaar. Op de laatste speeldag stond België tweede, maar moesten ze nog tegen Duitsland terwijl Turkije Azerbeidzjan voorgeschoteld kreeg. De Belgen verloren en Turkije won. Opnieuw misten de Belgen een groot toernooi, maar het tij begon te keren voor de Belgen, die niet meer in de diepe crisis zaten van enkele jaren eerder.

### Heropstanding onder Wilmots met twee kwartfinales

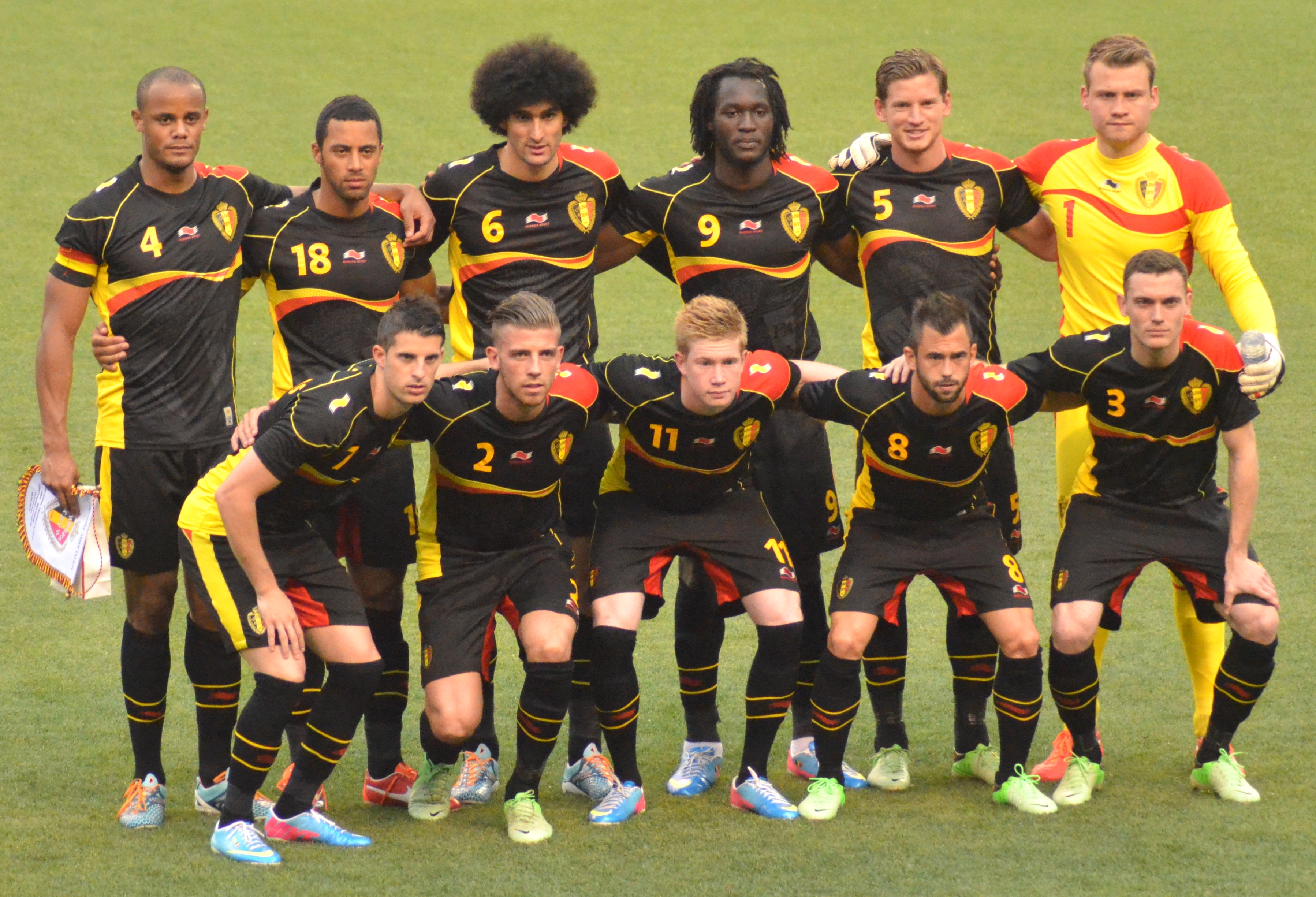
Belgisch elftal in 2013

Na het vertrek van Leekens werd hulpcoach Wilmots aangesteld als interim-coach, maar na 2 hoopgevende vriendschappelijke wedstrijden en steun van de spelers werd hij aangesteld als permanent trainer van de Rode Duivels. In de kwalificatiewedstrijden voor het WK 2014 verloren ze geen enkele wedstrijd en speelden ze gelijk tegen Kroatië en Wales. Ze hadden negen punten voorsprong op de nummer twee, Kroatië. België kwalificeerde zich hierdoor na 12 jaar opnieuw voor een internationaal voetbaltoernooi. Het was de twaalfde deelname voor het land, Mexico was de enige niet-wereldkampioen die vaker aan het WK deelnam dan België.
Op het WK kwam België achter tegen Algerije, maar invallers Fellaini en Mertens beslisten de wedstrijd. Divock Origi, tot enkele weken voor het WK vrijwel onbekend, werd verrassend door Wilmots in de selectie opgenomen. Door een falende Romelu Lukaku werd hij al vrij snel in de tweede helft ingebracht tegen Rusland in het mythische Maracanã voor 75.000 toeschouwers, waar hij het winnende doelpunt scoorde in de 88ste minuut. Ook de derde groepswedstrijd tegen Zuid-Korea werd gewonnen. In de achtste finales kwam België uit tegen de Verenigde Staten. Ze vielen de hele wedstrijd aan, maar de bal ging er niet in waardoor er verlengingen kwamen. Amerikaans doelman Tim Howard maakte de meeste saves ooit tot dan toe. Origi werd eraf gehaald en vervangen door Lukaku. Hij gaf twee minuten later een assist die Kevin De Bruyne binnen trapte. Twaalf minuten later gaf De Bruyne een assist die Lukaku dan weer verzilverde. De Amerikanen maakten wel nog de aansluitingstreffer maar konden niet meer op gelijke hoogte komen. De kwartfinales werden echter het eindpunt van deze campagne. De Rode Duivels kwamen na 8 minuten op achterstand tegen Argentinië door een doelpunt van Gonzalo Higuaín en er werd verder niet meer gescoord.
De kwalificatiecampagne voor het EK 2016 in Frankrijk begon met een ruime overwinning tegen Andorra, maar daarna volgden gelijke spelen tegen Bosnië en Herzegovina en Wales, en een nederlaag in de terugwedstrijd tegen datzelfde Wales. Toch sloot België de campagne af als groepswinnaar door op de laatste speeldag van Israël te winnen met 3-1. Na deze overwinning stond België voor de eerste maal bovenaan op de FIFA-wereldranglijst.
In de groepsfase werden Italië, Ierland en Zweden de opponenten van de Belgen. De eerste wedstrijd werd met 0-2 verloren van Italië, dat met een van hun zwakste elftallen in jaren toch de wedstrijd naar zijn hand zette. Tegen Ierland konden Lukaku met twee treffers en Witsel de situatie rechtzetten. Intussen werd ook duidelijk dat de nederlaag tegen Italië helemaal zo slecht niet was. Hierdoor werden er veel sterke landen, zoals Spanje, Duitsland en Frankrijk, tot minstens in de halve finale vermeden. Tegen Zweden trapte Nainggolan in de 84ste minuut de verlossende treffer binnen zodat België het in de achtste finale kon opnemen tegen Hongarije. Toby Alderweireld zette de Belgen al snel op voorsprong, maar het was nog tot de 78ste minuut wachten vooraleer invaller Michy Batshuayi de 0-2 kon scoren. Twee minuten later scoorde ook Eden Hazard, die een wedstrijd op hoog niveau speelde en in de blessuretijd dikte Carrasco de score nog aan. In de kwartfinale wachtte Wales, waar ze in de kwalificatiecampagne niet van konden winnen. Nainggolan bracht de Belgen op voorsprong, maar daarna zakten ze in en nog voor de rust scoorden de Welshman de gelijkmaker. In de tweede helft kon Wales nog tweemaal scoren. Hoewel Wilmots de Belgen naar twee grote toernooien en een eerste plaats op de FIFA-wereldranglijst geleid had, kwam er felle kritiek op hem. Al vrij kort na het toernooi werden de prestaties van Marc Wilmots geëvalueerd en maakte de bond bekend dat de samenwerking met Wilmots stopte.

### Naar nieuwe successen onder Martínez

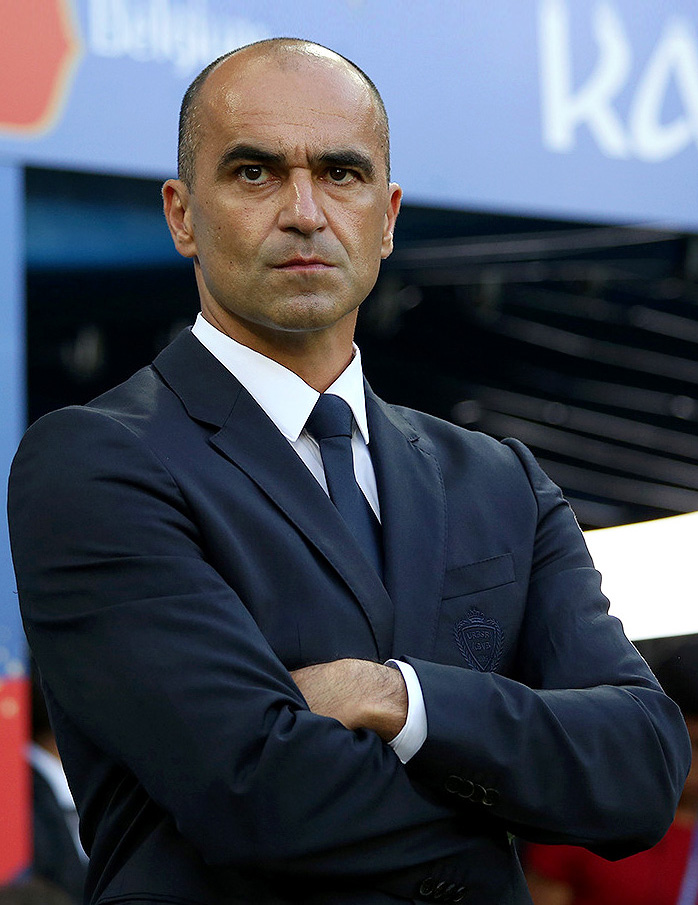
Roberto Martínez leidde België naar de derde plaats op het WK 2018.

Roberto Martínez werd op 3 augustus 2016 aangesteld als nieuwe bondscoach. Hij was voorheen werkzaam bij onder andere Everton FC, waar hij samenwerkte met Rode Duivels Lukaku en Mirallas. De Fransman Thierry Henry werd assistent. De eerste match tegen Spanje werd een teleurstelling, ze verloren namelijk met 0-2. De eerste kwalificatiematch werd echter wel gewonnen tegen Cyprus. Ook werd er vlot gewonnen van Bosnië en Herzegovina. Na een half uur verschalkte Emir Spahić zijn eigen doelman. Eden Hazard, Toby Alderweireld en Romelu Lukaku zetten de eindstand op 4-0. Enkele dagen later ging België op bezoek bij Gibraltar. Zeven seconden na het begin van de match scoorde Christian Benteke de 0-1, een wereldrecord voor een WK-(kwalificatie)wedstrijd.
Axel Witsel en opnieuw Benteke zorgden voor een veilige ruststand. Na de pauze zorgden Dries Mertens, Benteke en Eden Hazard voor de eindscore. Ook de match tegen Estland werd zeer ruim gewonnen. Tegen een ingegraven Griekenland werd er gelijk gespeeld. Tegen Estland werd er echter wel opnieuw gewonnen. De volgende wedstrijd, tegen Gibraltar, zorgde voor een evenaring van de grootste overwinning. Tegen Griekenland werd het opnieuw een zware wedstrijd, maar ditmaal wisten de Belgen wel te winnen. Hierdoor kwalificeerde België zich twee speeldagen voor het einde voor het WK.
De tegenstanders op het WK in Rusland werden Panama, Tunesië en Engeland. De Belgen wonnen alle wedstrijden in de groepsfase. Ook de achtste finale tegen Japan werd gewonnen. Na een doelpuntloze eerste helft maakte Japan snel achter elkaar twee goals in de tweede helft. België moest achtervolgen, maar na goals van Vertonghen en Fellaini stonden ze opnieuw gelijk. In de laatste seconden van de blessuretijd wist Chadli na een prachtige counter te scoren, waardoor België doorging naar de kwartfinale. Over deze counter werd een documentaire gemaakt door de Japanners, Rostov's 14 Seconds. In de kwartfinale won België van favoriet Brazilië. Hierdoor werden de Belgen plotseling genoemd als kanshebber op de wereldtitel van dit jaar. Ook Frankrijk had al een goed tornooi achter de rug, en kwam uit tegen België in de halve finale.

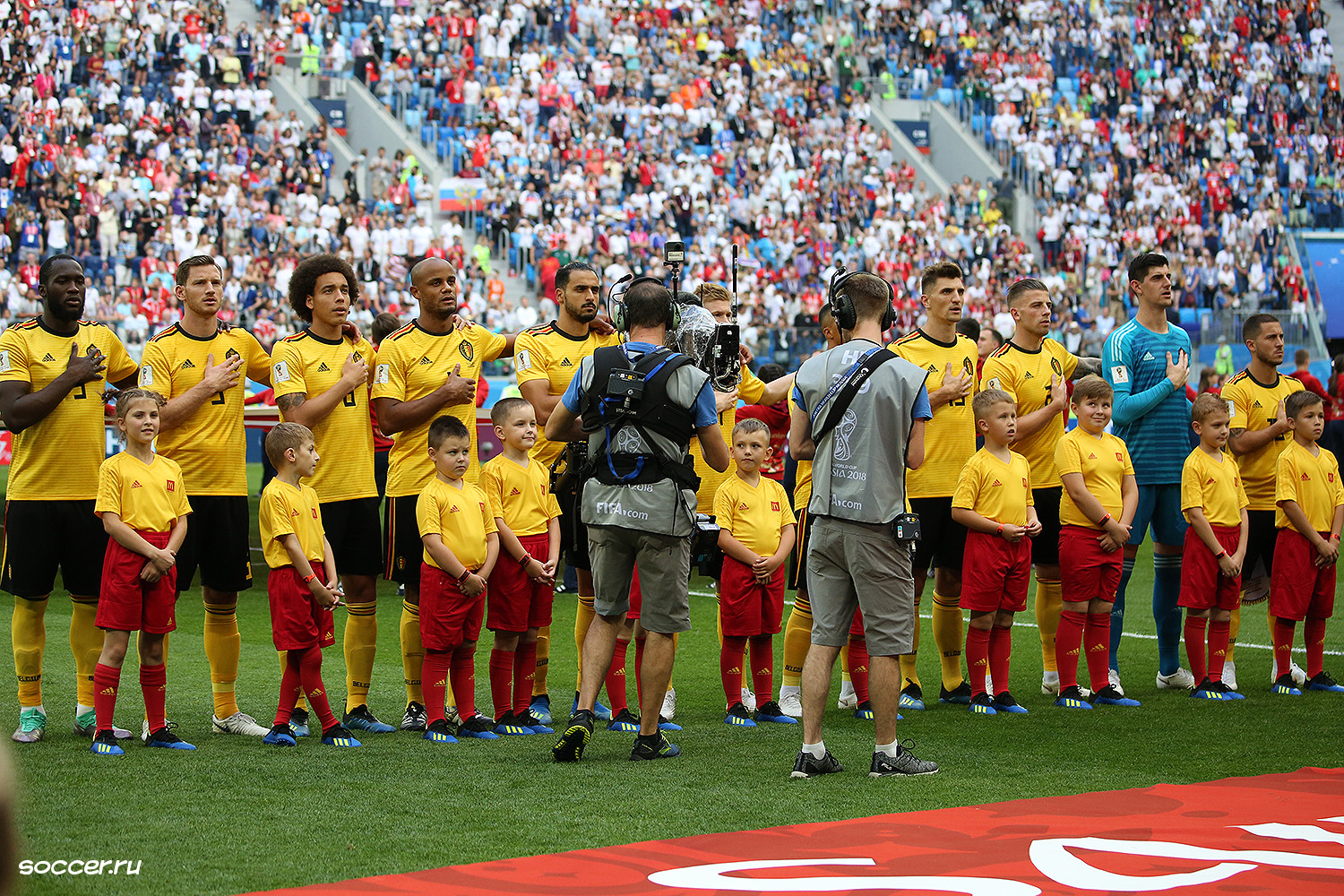
Elftal dat in 2018 brons haalde op het wereldkampioenschap.

De Belgen werden in de halve finale echter verslagen door Frankrijk met 1-0. Er kwam achteraf veel kritiek op het onsportief spelen van de Fransen. Dit was amper de tweede match die verloren werd onder Martínez. De Belgen kwamen terecht in de troostfinale, opnieuw tegen Engeland. In deze troostfinale versloegen de Belgen Engeland met 2-0 voor de tweede maal dit toernooi en kwamen ze met een bronzen medaille terug naar huis. Dit is tot op heden het beste resultaat van België op een wereldkampioenschap voetbal. Thibaut Courtois kreeg, als beste keeper van het toernooi, de Gouden Handschoen. Eden Hazard kreeg de Zilveren Bal als op een na beste voetballer en Romelu Lukaku de Bronzen Schoen als derde topschutter. Ze werden bij hun terugkeer in België gehuldigd op de Grote Markt in Brussel.
De Duivels begonnen de nieuwe Nations League met een overwinning tegen IJsland. Naast de winst in een oefenwedstrijd tegen Schotland en de goede prestatie op het WK was dit voldoende om voor de tweede maal in de geschiedenis de FIFA-wereldranglijst te kunnen aanvoeren. België wist wel niet door te stoten naar de halve finales na verlies tegen Zwitserland. De kwalificatiewedstrijden voor het EK 2020 liepen zeer vlot. De Belgen wonnen al hun wedstrijden en kregen amper drie tegendoelpunten: twee van Rusland en een van Cyprus. Tegen San Marino wisten ze hun record van grootste overwinning te evenaren. België wist in 2019 al zijn wedstrijden te winnen, eerder gebeurde dit enkel in 1906. In de groepsfase van het Europees kampioenschap 2020 won België respectievelijk van Rusland, Denemarken en Finland. In de achtste finale werd vervolgens uittredend kampioen Portugal verslagen. De kwartfinale werd evenwel het eindstation, na verlies tegen Italië.
In oktober 2021 trad België voor het eerst in het eindtoernooi van de UEFA Nations League. In de halve finale nam België het op tegen Frankrijk in het Allianz Stadium van Juventus FC in de Italiaanse stad Turijn, waar de Belgen, ondanks een voorsprong in de eerste helft van de wedstrijd verloren. In de troostfinale nam Belgie het op tegen Italië waarvan ze eveneens verloren. Hierdoor bereikte België de vierde plaats van het toernooi.
In november 2021 kwalificeerde België zich voor het WK 2022 in Qatar na 3-1-winst tegen Estland in de voorronde. Het was de eerste keer dat de Rode Duivels voor een vijfde keer op rij naar een groot toernooi mochten gaan. België eindigde het kalenderjaar voor het vierde jaar op rij en voor de vijfde keer in totaal als nummer één op de FIFA-wereldranglijst.
Op het WK in Qatar werd België gekoppeld in groep F met Kroatië, Marokko en Canada. De eerste wedstrijd tegen Canada werd gewonnen met 1-0. In de tweede wedstrijd moest België het tegen Marokko opnemen waarvan ze met 0-2 verloren en moest het de derde wedstrijd tegen Kroatië winnen voor een plaats in de achtste finales. De derde wedstrijd tegen Kroatië eindigde echter in een scoreloos gelijkspel. België bereikte in groep F de derde plaats met vier punten waardoor het in de groepsfase uitgeschakeld werd. Martínez maakte direct na de laatste groepswedstrijd bekend te vertrekken als bondscoach.

### Verjonging onder Tedesco
Domenico Tedesco werd op 8 februari 2023 aangesteld als nieuwe bondscoach van de Rode Duivels. Frank Vercauteren werd de nieuwe technisch directeur. Voorheen combineerde Martínez beide functies. Met Tedesco kwam een ‘laptopcoach’ uit de bus, een trainer die erg focust op data en tactiek maar zelf nooit op hoog niveau gevoetbald heeft. Hij was voorheen werkzaam bij onder andere Schalke 04, Spartak Moskou en RB Leipzig. Zijn vaste assistenten Andreas Hinkel, Thomas Schneider en doelmannentrainer Max Urwantschky vervoegden hem. Na het afhaken van een aantal oudgedienden die behoorden tot "de Gouden Generatie" (aanvoerder Eden Hazard, Toby Alderweireld en Simon Mignolet) benoemde hij Kevin De Bruyne tot de nieuwe kapitein.
Tedesco kreeg zijn vuurdoop in een EK-kwalificatiewedstrijd tegen Zweden, een wedstrijd waar de Belgen hun tegenstander met 0-3 overklasten. Enkele dagen later werd een vriendschappelijke duel tegen Duitsland met 2-3 gewonnen. Het was geleden van 1954 dat België nog eens won van Duitsland en van 1910 dat er werd gewonnen op Duitse bodem. Tedesco werd de eerste coach sinds René Vandereycken in 2006 die zijn eerste twee matchen met de Duivels won. Vervolgens werd er gelijk gespeeld in Oostenrijk. Mangala werkte de bal in eigen doel waarna Romelu Lukaku de bordjes weer in evenwicht bracht (1-1). Na de wedstrijd verliet Thibaut Courtois de selectie en keerde met een klinkende ruzie naar huis. Reden hiervoor was dat door de blessure van de afwezige De Bruyne Courtois niet aangeduid werd als vervangende aanvoerder. Enkele dagen later werd er - zonder Courtois - met 0-3 gewonnen van Estland. Twee doelpunten werden gemaakt door Lukaku en één door Bakayoko. In een draak van een wedstrijd in en tegen Azerbeidzjan werd met het kleinste verschil gewonnen. Yannick Carrasco maakte met een frommelgoal de 0-1. Drie dagen later ging Estland met 5-0 voor de bijl. Vertonghen (in zijn 150ste interland), Trossard, twee maal de onvermijdelijke Lukaku en De Ketelaere zorgden voor de doelpunten. In Oostenrijk was het bibberen ondanks een 0-3 voorsprong met twee goals van Lukebakio en één van Lukaku. De Belgen wonnen met 2-3 in Oostenrijk, maar op het einde overleefden ze maar ternauwernood de Weense pletwals. De kwalificatie werd hier veilig gesteld. De wedstrijd België-Zweden werd met een 1-1 ruststand, een doelpunt van Lukaku, gestaakt. Reden hiervoor is de schietpartij eerder op de dag in het centrum van Brussel waarbij twee Zweedse doden zijn gevallen. De UEFA gaf uitsluitsel dat de ruststand ook de eindstand werd. In de laatste EK-kwalificatiewedstijd werd met een forfaitscore de groepswinst en een plek als reekshoofd op het EK veilig gesteld. Romelu Lukaku zorgde met een vierklapper voor vlotte zege en groepswinst. De vier doelpunten vielen in net geen twintig minuten tijd. Bovendien werd hij met 14 goals ook de strafste topschutter in één EK-kwalificatiecampagne. De spits evenaarde de hattrick van Bob Peeters tegen San Marino in 2001. De Rode Duivels kwalificeerden zich voor het zesde toernooi op rij.
Op het EK in Duitsland werd België in groep E geloot met Slowakije, Roemenië en Oekraïne. De eerste wedstrijd tegen Slowakije werd verrassend met 0-1 verloren, na onder meer twee afgekeurde doelpunten van Lukaku. De tweede wedstrijd tegen Roemenië werd met 2-0 gewonnen. De derde wedstrijd eindigde op 0-0 na een zoutloze wedstrijd waardoor België tweede in zijn groep werd. Na affluiten van de derde groepsmatch werd de selectie en de bondscoach uitgefloten door de aanwezige supporters voor hun afwachtende houding tijdens de wedstrijd. In de achtste finale werd België met 1-0 uitgeschakeld door vice-wereldkampioen Frankrijk.
In september begonnen de Duivels na een teleurstellend EK aan de nieuwe Nations League campagne. Er werd gestart met een 3-1 overwinning tegen Israël. Vervolgens werd er in Parijs tegen Frankrijk met 2-0 verloren, dit tot grote frustratie van de kapitein Kevin De Bruyne. In Italië haalden de Belgen een 2-0 achterstand op en werd het 2-2. Vervolgens werd de thuiswedstrijd tegen Frankrijk ondanks goed spel met 1-2 verloren. In november verloor België thuis kansloos met 0-1 tegen Italië. In de laatste wedstrijd speelden de Belgen met een noodelftal tegen Israël. Er werd met 1-0 verloren waardoor België toch nog de barrages mocht spelen. België haalde slechts vier op achttien. Tedesco had in deze campagne veel jonge spelers een kans gegeven. Op 17 januari 2025 maakte de voetbalbond bekend niet langer door te gaan met Tedesco als bondscoach.
Een week later werd de Fransman Rudi Garcia voorgesteld als de nieuwe bondscoach. Hij was voorheen werkzaam bij onder andere Lille OSC, AS Roma, Olympique Marseille, Olympique Lyon en SSC Napoli.

## Prestaties op eindrondes

### Wereldkampioenschap
| Wereldkampioenschap voetbal | Wereldkampioenschap voetbal    | Wereldkampioenschap voetbal    | Wereldkampioenschap voetbal    | Wereldkampioenschap voetbal    | Wereldkampioenschap voetbal    | Wereldkampioenschap voetbal    | Wereldkampioenschap voetbal    | Wereldkampioenschap voetbal    |
| Jaar                        | Ronde                          | Wed.                           | W                              | G                              | V                              | DV                             | DT                             | Kwal                           |
| --------------------------- | ------------------------------ | ------------------------------ | ------------------------------ | ------------------------------ | ------------------------------ | ------------------------------ | ------------------------------ | ------------------------------ |
| 1930                        | Groepsfase                     | 2                              | 0                              | 0                              | 2                              | 0                              | 4                              |                                |
| 1934                        | Eerste ronde                   | 1                              | 0                              | 0                              | 1                              | 2                              | 5                              | (Kwal.)                        |
| 1938                        | Eerste ronde                   | 1                              | 0                              | 0                              | 1                              | 1                              | 3                              | (Kwal.)                        |
| 1950                        | Teruggetrokken                 | Teruggetrokken                 | Teruggetrokken                 | Teruggetrokken                 | Teruggetrokken                 | Teruggetrokken                 | Teruggetrokken                 | Teruggetrokken                 |
| 1954                        | Groepsfase                     | 2                              | 0                              | 1                              | 1                              | 5                              | 8                              | (Kwal.)                        |
| 1958                        | Niet gekwalificeerd            | Niet gekwalificeerd            | Niet gekwalificeerd            | Niet gekwalificeerd            | Niet gekwalificeerd            | Niet gekwalificeerd            | Niet gekwalificeerd            | Niet gekwalificeerd            |
| 1962                        | Niet gekwalificeerd            | Niet gekwalificeerd            | Niet gekwalificeerd            | Niet gekwalificeerd            | Niet gekwalificeerd            | Niet gekwalificeerd            | Niet gekwalificeerd            | Niet gekwalificeerd            |
| 1966                        | Niet gekwalificeerd            | Niet gekwalificeerd            | Niet gekwalificeerd            | Niet gekwalificeerd            | Niet gekwalificeerd            | Niet gekwalificeerd            | Niet gekwalificeerd            | Niet gekwalificeerd            |
| 1970                        | Groepsfase                     | 3                              | 1                              | 0                              | 2                              | 4                              | 5                              | (Kwal.)                        |
| 1974                        | Niet gekwalificeerd            | Niet gekwalificeerd            | Niet gekwalificeerd            | Niet gekwalificeerd            | Niet gekwalificeerd            | Niet gekwalificeerd            | Niet gekwalificeerd            | Niet gekwalificeerd            |
| 1978                        | Niet gekwalificeerd            | Niet gekwalificeerd            | Niet gekwalificeerd            | Niet gekwalificeerd            | Niet gekwalificeerd            | Niet gekwalificeerd            | Niet gekwalificeerd            | Niet gekwalificeerd            |
| 1982                        | Tweede ronde                   | 5                              | 2                              | 1                              | 2                              | 3                              | 5                              | (Kwal.)                        |
| 1986                        | Vierde plaats                  | 7                              | 2                              | 2                              | 3                              | 12                             | 15                             | (Kwal.)                        |
| 1990                        | Achtste finale                 | 4                              | 2                              | 0                              | 2                              | 6                              | 4                              | (Kwal.)                        |
| 1994                        | Achtste finale                 | 4                              | 2                              | 0                              | 2                              | 4                              | 4                              | (Kwal.)                        |
| 1998                        | Groepsfase                     | 3                              | 0                              | 3                              | 0                              | 3                              | 3                              | (Kwal.)                        |
| 2002                        | Achtste finale                 | 4                              | 1                              | 2                              | 1                              | 6                              | 7                              | (Kwal.)                        |
| 2006                        | Niet gekwalificeerd            | Niet gekwalificeerd            | Niet gekwalificeerd            | Niet gekwalificeerd            | Niet gekwalificeerd            | Niet gekwalificeerd            | Niet gekwalificeerd            | Niet gekwalificeerd            |
| 2010                        | Niet gekwalificeerd            | Niet gekwalificeerd            | Niet gekwalificeerd            | Niet gekwalificeerd            | Niet gekwalificeerd            | Niet gekwalificeerd            | Niet gekwalificeerd            | Niet gekwalificeerd            |
| 2014                        | Kwartfinale                    | 5                              | 4                              | 0                              | 1                              | 6                              | 3                              | (Kwal.)                        |
| 2018                        | Derde plaats                   | 7                              | 6                              | 0                              | 1                              | 16                             | 6                              | (Kwal.)                        |
| 2022                        | Groepsfase                     | 3                              | 1                              | 1                              | 1                              | 1                              | 2                              | (Kwal.)                        |
| 2026                        | Kwalificatie bezig             | Kwalificatie bezig             | Kwalificatie bezig             | Kwalificatie bezig             | Kwalificatie bezig             | Kwalificatie bezig             | Kwalificatie bezig             | (Kwal.)                        |
| 2030                        | Kwalificatie nog niet begonnen | Kwalificatie nog niet begonnen | Kwalificatie nog niet begonnen | Kwalificatie nog niet begonnen | Kwalificatie nog niet begonnen | Kwalificatie nog niet begonnen | Kwalificatie nog niet begonnen | Kwalificatie nog niet begonnen |
| 2034                        | Kwalificatie nog niet begonnen | Kwalificatie nog niet begonnen | Kwalificatie nog niet begonnen | Kwalificatie nog niet begonnen | Kwalificatie nog niet begonnen | Kwalificatie nog niet begonnen | Kwalificatie nog niet begonnen | Kwalificatie nog niet begonnen |
| Totaal                      | 14/22                          | 51                             | 21                             | 10                             | 20                             | 69                             | 74                             |                                |

### Europees kampioenschap
| 1960   | Niet deelgenomen               | Niet deelgenomen               | Niet deelgenomen               | Niet deelgenomen               | Niet deelgenomen               | Niet deelgenomen               | Niet deelgenomen               | Niet deelgenomen               |
| 1964   | Niet gekwalificeerd            | Niet gekwalificeerd            | Niet gekwalificeerd            | Niet gekwalificeerd            | Niet gekwalificeerd            | Niet gekwalificeerd            | Niet gekwalificeerd            | Niet gekwalificeerd            |
| 1968   | Niet gekwalificeerd            | Niet gekwalificeerd            | Niet gekwalificeerd            | Niet gekwalificeerd            | Niet gekwalificeerd            | Niet gekwalificeerd            | Niet gekwalificeerd            | Niet gekwalificeerd            |
| 1972   | Derde plaats                   | 2                              | 1                              | 0                              | 1                              | 3                              | 3                              | (Kwal.)                        |
| 1976   | Kwartfinale                    | Kwartfinale                    | Kwartfinale                    | Kwartfinale                    | Kwartfinale                    | Kwartfinale                    | Kwartfinale                    | Kwartfinale                    |
| 1980   | Tweede plaats                  | 4                              | 1                              | 2                              | 1                              | 4                              | 4                              | (Kwal.)                        |
| 1984   | Groepsfase                     | 3                              | 1                              | 0                              | 2                              | 4                              | 8                              | (Kwal.)                        |
| 1988   | Niet gekwalificeerd            | Niet gekwalificeerd            | Niet gekwalificeerd            | Niet gekwalificeerd            | Niet gekwalificeerd            | Niet gekwalificeerd            | Niet gekwalificeerd            | Niet gekwalificeerd            |
| 1992   | Niet gekwalificeerd            | Niet gekwalificeerd            | Niet gekwalificeerd            | Niet gekwalificeerd            | Niet gekwalificeerd            | Niet gekwalificeerd            | Niet gekwalificeerd            | Niet gekwalificeerd            |
| 1996   | Niet gekwalificeerd            | Niet gekwalificeerd            | Niet gekwalificeerd            | Niet gekwalificeerd            | Niet gekwalificeerd            | Niet gekwalificeerd            | Niet gekwalificeerd            | Niet gekwalificeerd            |
| 2000   | Groepsfase                     | 3                              | 1                              | 0                              | 2                              | 4                              | 8                              |                                |
| 2004   | Niet gekwalificeerd            | Niet gekwalificeerd            | Niet gekwalificeerd            | Niet gekwalificeerd            | Niet gekwalificeerd            | Niet gekwalificeerd            | Niet gekwalificeerd            | Niet gekwalificeerd            |
| 2008   | Niet gekwalificeerd            | Niet gekwalificeerd            | Niet gekwalificeerd            | Niet gekwalificeerd            | Niet gekwalificeerd            | Niet gekwalificeerd            | Niet gekwalificeerd            | Niet gekwalificeerd            |
| 2012   | Niet gekwalificeerd            | Niet gekwalificeerd            | Niet gekwalificeerd            | Niet gekwalificeerd            | Niet gekwalificeerd            | Niet gekwalificeerd            | Niet gekwalificeerd            | Niet gekwalificeerd            |
| 2016   | Kwartfinale                    | 5                              | 3                              | 0                              | 2                              | 9                              | 5                              | (Kwal.)                        |
| 2020   | Kwartfinale                    | 5                              | 4                              | 0                              | 1                              | 9                              | 3                              | (Kwal.)                        |
| 2024   | Achtste finale                 | 4                              | 1                              | 1                              | 2                              | 2                              | 2                              | (Kwal.)                        |
| 2028   | Kwalificatie nog niet begonnen | Kwalificatie nog niet begonnen | Kwalificatie nog niet begonnen | Kwalificatie nog niet begonnen | Kwalificatie nog niet begonnen | Kwalificatie nog niet begonnen | Kwalificatie nog niet begonnen | Kwalificatie nog niet begonnen |
| 2032   | Kwalificatie nog niet begonnen | Kwalificatie nog niet begonnen | Kwalificatie nog niet begonnen | Kwalificatie nog niet begonnen | Kwalificatie nog niet begonnen | Kwalificatie nog niet begonnen | Kwalificatie nog niet begonnen | Kwalificatie nog niet begonnen |
| Totaal | 7/17                           | 26                             | 12                             | 3                              | 11                             | 35                             | 33                             |                                |

### UEFA Nations League
| 2018–19 | A | 5de  | 4 | 3 | 0 | 1 | 9  | 6  | Stabiel |
| 2020–21 | A | 4de  | 8 | 5 | 0 | 3 | 19 | 11 | Stabiel |
| 2022–23 | A | 7de  | 6 | 3 | 1 | 2 | 11 | 8  | Stabiel |
| 2024–25 | A | 12de | 8 | 2 | 1 | 5 | 10 | 12 | Stabiel |

### Olympische Spelen
| 1900   | Derde plaats                   | 1                              | 0                              | 0                              | 1                              | 2                              | 6                              |                                |
| 1904   | Niet deelgenomen               | Niet deelgenomen               | Niet deelgenomen               | Niet deelgenomen               | Niet deelgenomen               | Niet deelgenomen               | Niet deelgenomen               | Niet deelgenomen               |
| 1908   | Niet deelgenomen               | Niet deelgenomen               | Niet deelgenomen               | Niet deelgenomen               | Niet deelgenomen               | Niet deelgenomen               | Niet deelgenomen               | Niet deelgenomen               |
| 1912   | Niet deelgenomen               | Niet deelgenomen               | Niet deelgenomen               | Niet deelgenomen               | Niet deelgenomen               | Niet deelgenomen               | Niet deelgenomen               | Niet deelgenomen               |
| 1920   | Winnaar                        | 3                              | 3                              | 0                              | 0                              | 8                              | 1                              |                                |
| 1924   | Achtste finale                 | 1                              | 0                              | 0                              | 1                              | 1                              | 8                              |                                |
| 1928   | Kwartfinale                    | 2                              | 1                              | 0                              | 1                              | 8                              | 9                              |                                |
| 1936   | Niet deelgenomen               | Niet deelgenomen               | Niet deelgenomen               | Niet deelgenomen               | Niet deelgenomen               | Niet deelgenomen               | Niet deelgenomen               | Niet deelgenomen               |
| 1948   | Niet deelgenomen               | Niet deelgenomen               | Niet deelgenomen               | Niet deelgenomen               | Niet deelgenomen               | Niet deelgenomen               | Niet deelgenomen               | Niet deelgenomen               |
| 1952   | Niet deelgenomen               | Niet deelgenomen               | Niet deelgenomen               | Niet deelgenomen               | Niet deelgenomen               | Niet deelgenomen               | Niet deelgenomen               | Niet deelgenomen               |
| 1956   | Niet deelgenomen               | Niet deelgenomen               | Niet deelgenomen               | Niet deelgenomen               | Niet deelgenomen               | Niet deelgenomen               | Niet deelgenomen               | Niet deelgenomen               |
| 1960   | Niet deelgenomen               | Niet deelgenomen               | Niet deelgenomen               | Niet deelgenomen               | Niet deelgenomen               | Niet deelgenomen               | Niet deelgenomen               | Niet deelgenomen               |
| 1964   | Niet deelgenomen               | Niet deelgenomen               | Niet deelgenomen               | Niet deelgenomen               | Niet deelgenomen               | Niet deelgenomen               | Niet deelgenomen               | Niet deelgenomen               |
| 1968   | Niet deelgenomen               | Niet deelgenomen               | Niet deelgenomen               | Niet deelgenomen               | Niet deelgenomen               | Niet deelgenomen               | Niet deelgenomen               | Niet deelgenomen               |
| 1972   | Niet deelgenomen               | Niet deelgenomen               | Niet deelgenomen               | Niet deelgenomen               | Niet deelgenomen               | Niet deelgenomen               | Niet deelgenomen               | Niet deelgenomen               |
| 1976   | Niet deelgenomen               | Niet deelgenomen               | Niet deelgenomen               | Niet deelgenomen               | Niet deelgenomen               | Niet deelgenomen               | Niet deelgenomen               | Niet deelgenomen               |
| 1980   | Niet gekwalificeerd            | Niet gekwalificeerd            | Niet gekwalificeerd            | Niet gekwalificeerd            | Niet gekwalificeerd            | Niet gekwalificeerd            | Niet gekwalificeerd            | Niet gekwalificeerd            |
| 1984   | Niet gekwalificeerd            | Niet gekwalificeerd            | Niet gekwalificeerd            | Niet gekwalificeerd            | Niet gekwalificeerd            | Niet gekwalificeerd            | Niet gekwalificeerd            | Niet gekwalificeerd            |
| 1988   | Niet gekwalificeerd            | Niet gekwalificeerd            | Niet gekwalificeerd            | Niet gekwalificeerd            | Niet gekwalificeerd            | Niet gekwalificeerd            | Niet gekwalificeerd            | Niet gekwalificeerd            |
| 1992   | Niet gekwalificeerd            | Niet gekwalificeerd            | Niet gekwalificeerd            | Niet gekwalificeerd            | Niet gekwalificeerd            | Niet gekwalificeerd            | Niet gekwalificeerd            | Niet gekwalificeerd            |
| 1996   | Niet gekwalificeerd            | Niet gekwalificeerd            | Niet gekwalificeerd            | Niet gekwalificeerd            | Niet gekwalificeerd            | Niet gekwalificeerd            | Niet gekwalificeerd            | Niet gekwalificeerd            |
| 2000   | Niet gekwalificeerd            | Niet gekwalificeerd            | Niet gekwalificeerd            | Niet gekwalificeerd            | Niet gekwalificeerd            | Niet gekwalificeerd            | Niet gekwalificeerd            | Niet gekwalificeerd            |
| 2004   | Niet gekwalificeerd            | Niet gekwalificeerd            | Niet gekwalificeerd            | Niet gekwalificeerd            | Niet gekwalificeerd            | Niet gekwalificeerd            | Niet gekwalificeerd            | Niet gekwalificeerd            |
| 2008   | Vierde plaats                  | 6                              | 3                              | 0                              | 3                              | 7                              | 10                             | (Kwal.)                        |
| 2012   | Niet gekwalificeerd            | Niet gekwalificeerd            | Niet gekwalificeerd            | Niet gekwalificeerd            | Niet gekwalificeerd            | Niet gekwalificeerd            | Niet gekwalificeerd            | Niet gekwalificeerd            |
| 2016   | Niet gekwalificeerd            | Niet gekwalificeerd            | Niet gekwalificeerd            | Niet gekwalificeerd            | Niet gekwalificeerd            | Niet gekwalificeerd            | Niet gekwalificeerd            | Niet gekwalificeerd            |
| 2020   | Niet gekwalificeerd            | Niet gekwalificeerd            | Niet gekwalificeerd            | Niet gekwalificeerd            | Niet gekwalificeerd            | Niet gekwalificeerd            | Niet gekwalificeerd            | Niet gekwalificeerd            |
| 2024   | Niet gekwalificeerd            | Niet gekwalificeerd            | Niet gekwalificeerd            | Niet gekwalificeerd            | Niet gekwalificeerd            | Niet gekwalificeerd            | Niet gekwalificeerd            | Niet gekwalificeerd            |
| 2028   | Kwalificatie nog niet begonnen | Kwalificatie nog niet begonnen | Kwalificatie nog niet begonnen | Kwalificatie nog niet begonnen | Kwalificatie nog niet begonnen | Kwalificatie nog niet begonnen | Kwalificatie nog niet begonnen | Kwalificatie nog niet begonnen |
| Totaal | 5/28                           | 13                             | 7                              | 0                              | 6                              | 26                             | 34                             |                                |

In tegenstelling tot de beginjaren wordt het olympisch voetbaltoernooi tegenwoordig gespeeld door nationale beloftenteams, aangevuld met enkele dispensatiespelers van de nationale ploeg. Het is aldus het Belgisch voetbalelftal onder 21 dat zich dient te kwalificeren voor het olympisch voetbaltoernooi. Tot op heden lukte dit enkel in 2008 voor België.

## FIFA-wereldranglijst
| Jaar | Plaats |
| ---- | ------ |
| 1993 | 25     |
| 1994 | 24     |
| 1995 | 24     |
| 1996 | 42     |
| 1997 | 41     |
| 1998 | 35     |
| 1999 | 33     |
| 2000 | 27     |
| 2001 | 20     |
| 2002 | 17     |
| 2003 | 16     |

| Jaar | Plaats |
| ---- | ------ |
| 2004 | 45     |
| 2005 | 55     |
| 2006 | 53     |
| 2007 | 49     |
| 2008 | 54     |
| 2009 | 66     |
| 2010 | 57     |
| 2011 | 41     |
| 2012 | 20     |
| 2013 | 11     |
| 2014 | 4      |

| Jaar | Plaats |
| ---- | ------ |
| 2015 | 1      |
| 2016 | 5      |
| 2017 | 5      |
| 2018 | 1      |
| 2019 | 1      |
| 2020 | 1      |
| 2021 | 1      |
| 2022 | 4      |
| 2023 | 4      |
| 2024 | 8      |

## Records

### Meeste interlands

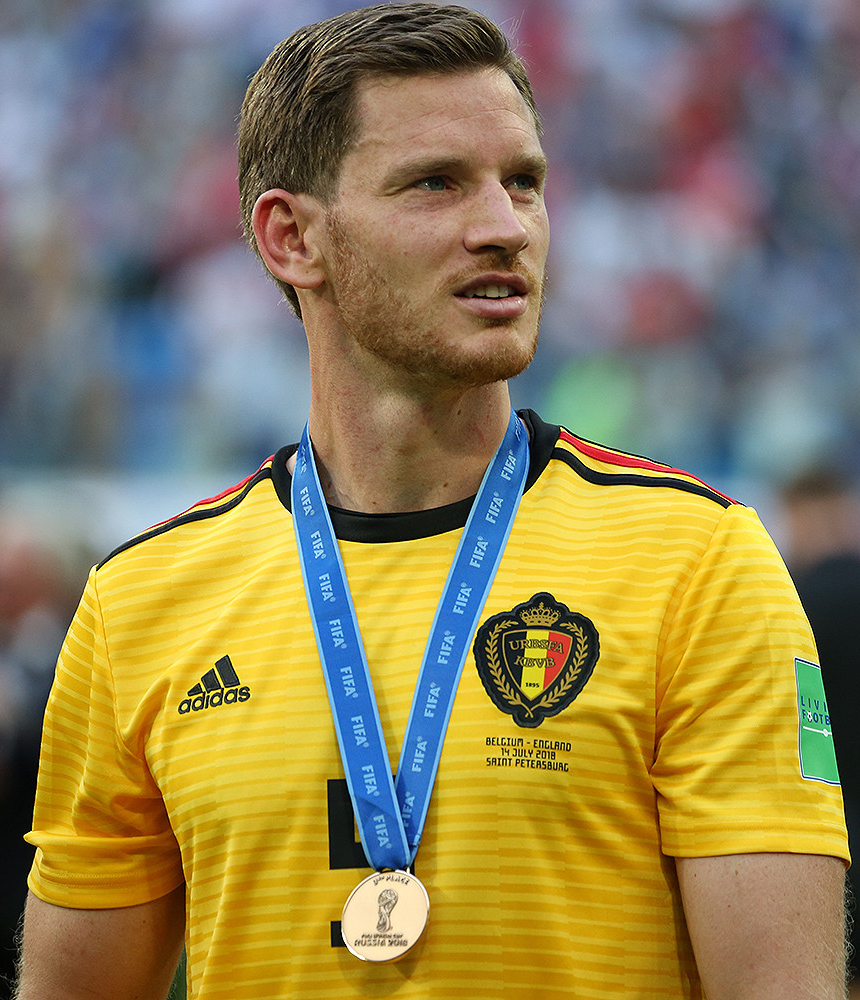
Record-international Jan Vertonghen

Klik hier voor de top-100.
| Plaats | Naam              | Carrière     | Caps | Doelpunten |
| ------ | ----------------- | ------------ | ---- | ---------- |
| 1      | Jan Vertonghen    | 2007 - 2024  | 157  | 10         |
| 2      | Axel Witsel       | 2008 - heden | 132  | 12         |
| 3      | Toby Alderweireld | 2009 - 2022  | 127  | 5          |
| 4      | Eden Hazard       | 2008 - 2022  | 126  | 33         |
| 5      | Romelu Lukaku     | 2010 - heden | 124  | 89         |
| 6      | Kevin De Bruyne   | 2010 - heden | 111  | 31         |
| 7      | Dries Mertens     | 2011 - heden | 109  | 21         |
| 8      | Thibaut Courtois  | 2011 - heden | 103  | 0          |
| 9      | Jan Ceulemans     | 1976 - 1991  | 96   | 22         |
| 10     | Timmy Simons      | 2001 - 2016  | 94   | 6          |

Laatst bijgewerkt: 9 juni 2025

### Meeste doelpunten

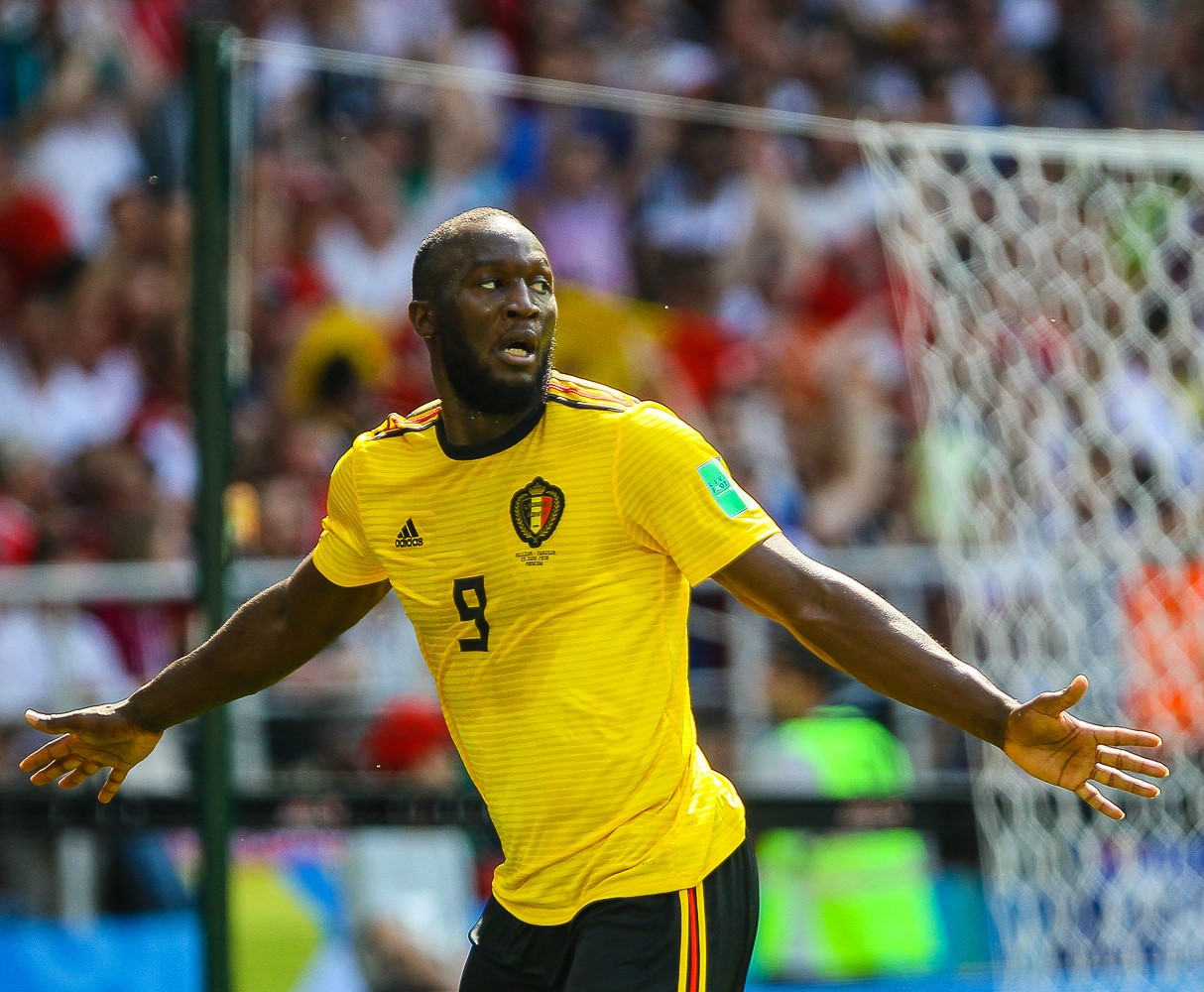
Topschutter Romelu Lukaku

| Plaats | Speler           | Carrière     | Doelpunten | Caps | Doelpunt/Cap |
| ------ | ---------------- | ------------ | ---------- | ---- | ------------ |
| 1      | Romelu Lukaku    | 2010 - heden | 89         | 124  | 0,72         |
| 2      | Eden Hazard      | 2008 - 2022  | 33         | 126  | 0,26         |
| 3      | Kevin De Bruyne  | 2010 - heden | 31         | 111  | 0,28         |
| 4      | Bernard Voorhoof | 1927 - 1940  | 30         | 61   | 0,49         |
| 4      | Paul Van Himst   | 1960 - 1975  | 30         | 81   | 0,37         |
| 6      | Marc Wilmots     | 1991 - 2002  | 29         | 70   | 0,41         |
| 7      | Jef Mermans      | 1945 - 1956  | 28         | 56   | 0,50         |
| 8      | Michy Batshuayi  | 2015 - heden | 27         | 55   | 0,49         |
| 9      | Robert Deveen    | 1905 - 1913  | 26         | 23   | 1,13         |
| 10     | Wesley Sonck     | 2000 - 2010  | 24         | 55   | 0,44         |

Laatst bijgewerkt: 9 juni 2025

### Jongste spelers

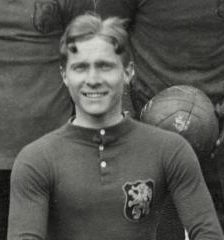
Jongeling Fernand Nisot

| Plaats | Speler               | Club              | Leeftijd          |
| ------ | -------------------- | ----------------- | ----------------- |
| 1      | Fernand Nisot        | Léopold Club      | 16 jaar 19 dagen  |
| 2      | Anthony Vanden Borre | RSC Anderlecht    | 16 jaar 187 dagen |
| 3      | Romelu Lukaku        | RSC Anderlecht    | 16 jaar 294 dagen |
| 4      | Paul Van Himst       | RSC Anderlecht    | 17 jaar 17 dagen  |
| 5      | Jorthy Mokio         | AFC Ajax          | 17 jaar 19 dagen  |
| 6      | Jean Capelle         | Standard Luik     | 17 jaar 153 dagen |
| 7      | Joseph Musch         | Union Sint-Gillis | 17 jaar 198 dagen |
| 8      | Zakaria Bakkali      | PSV               | 17 jaar 262 dagen |
| 9      | Vincent Kompany      | RSC Anderlecht    | 17 jaar 314 dagen |
| 10     | Eden Hazard          | Lille OSC         | 17 jaar 316 dagen |

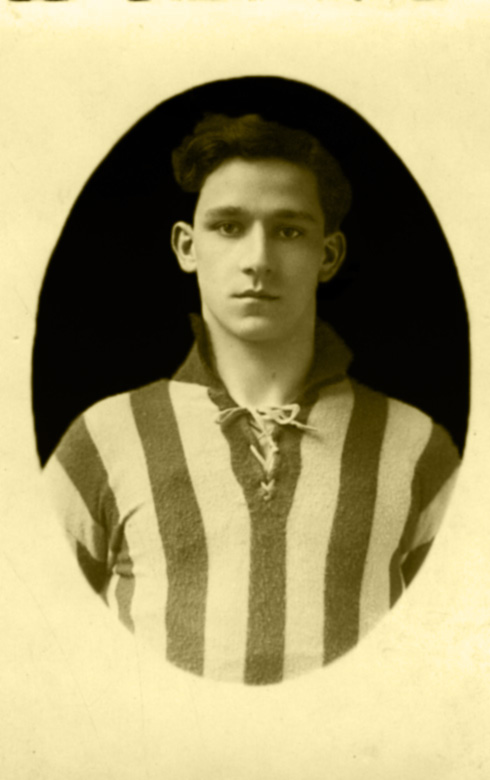
August Hellemans
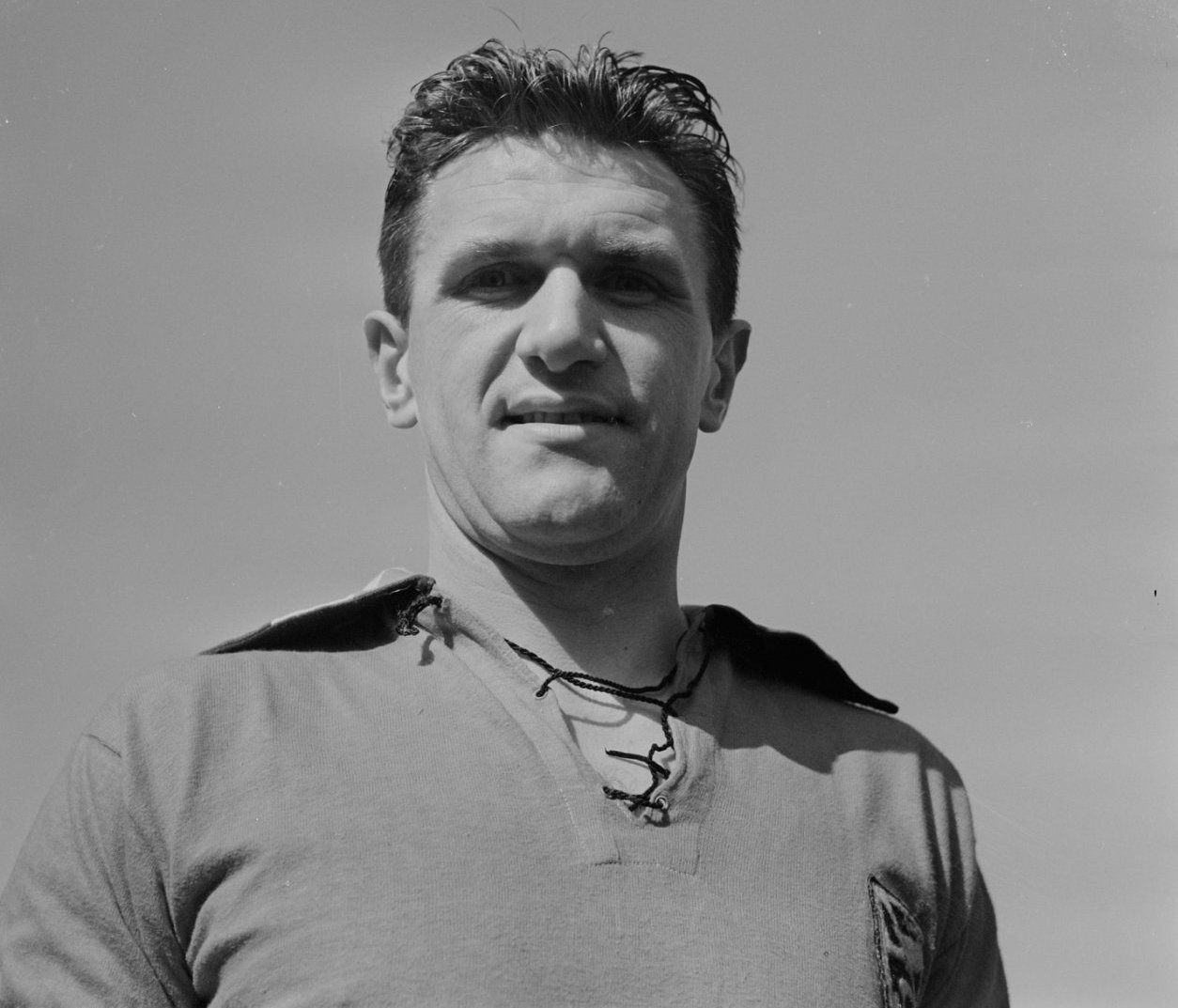
Jef Mermans
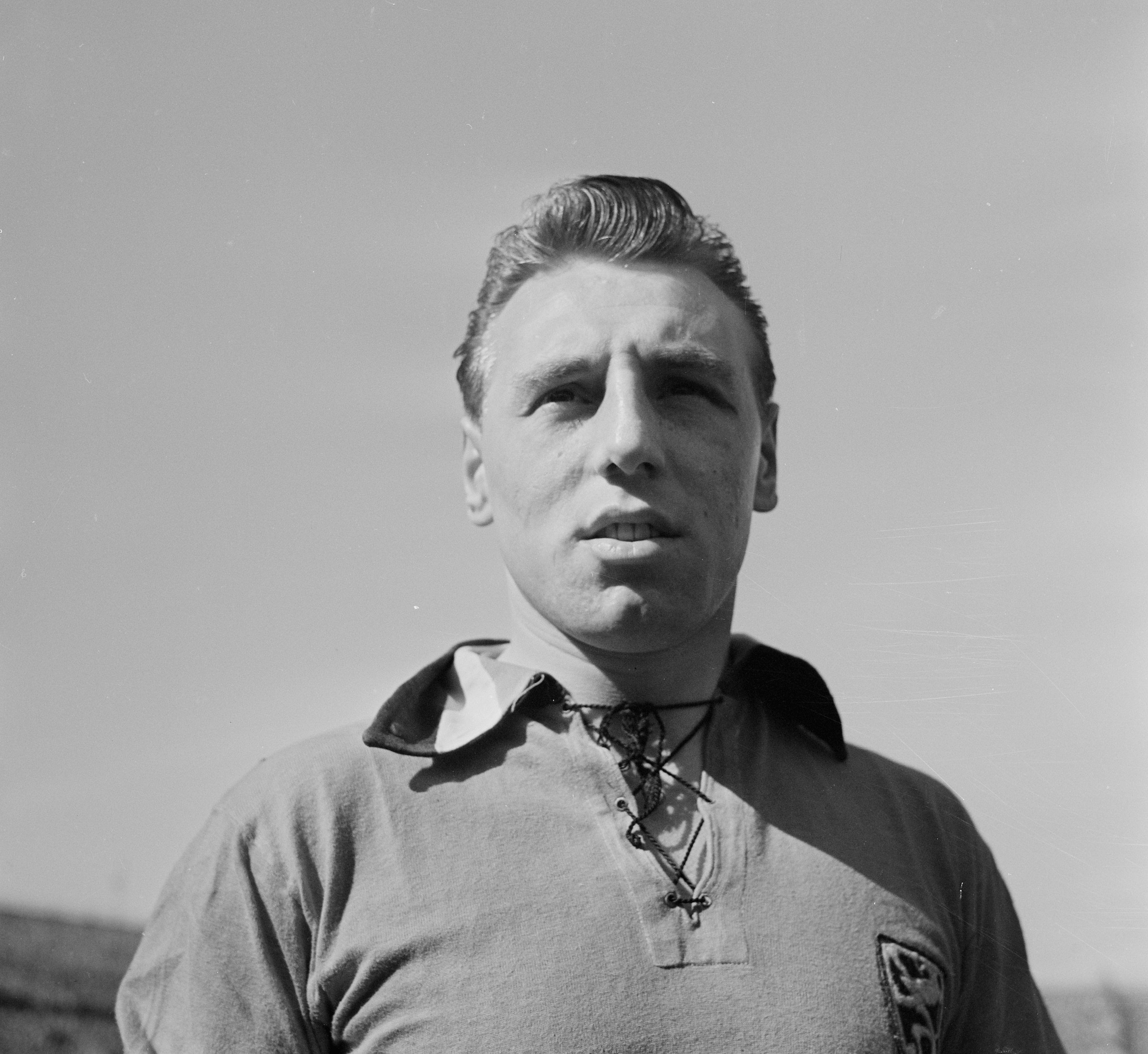
Rik Coppens
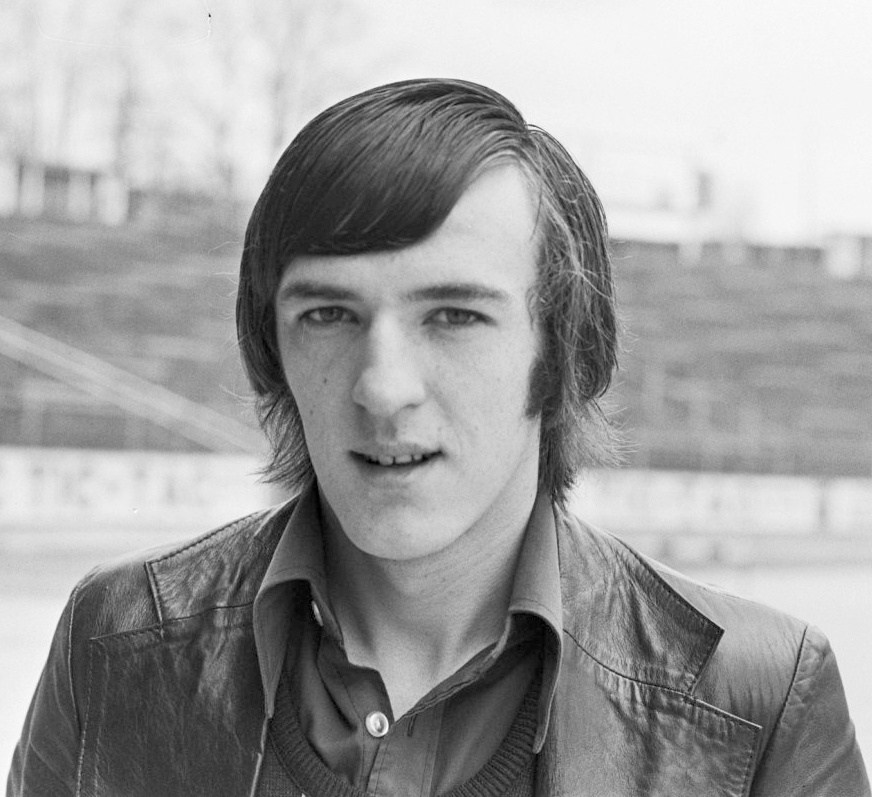
François Van der Elst
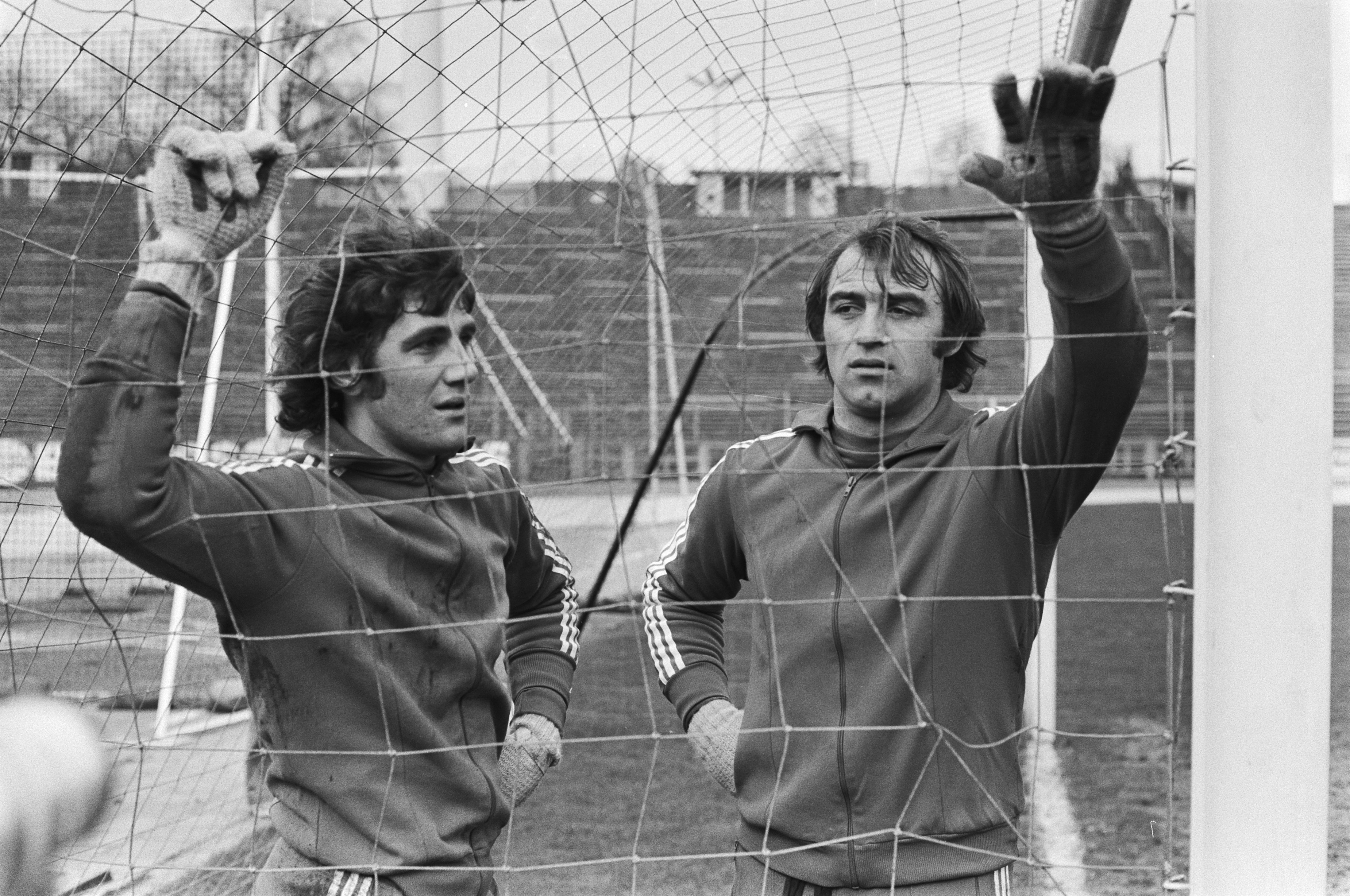
Jean-Marie Pfaff en Christian Piot
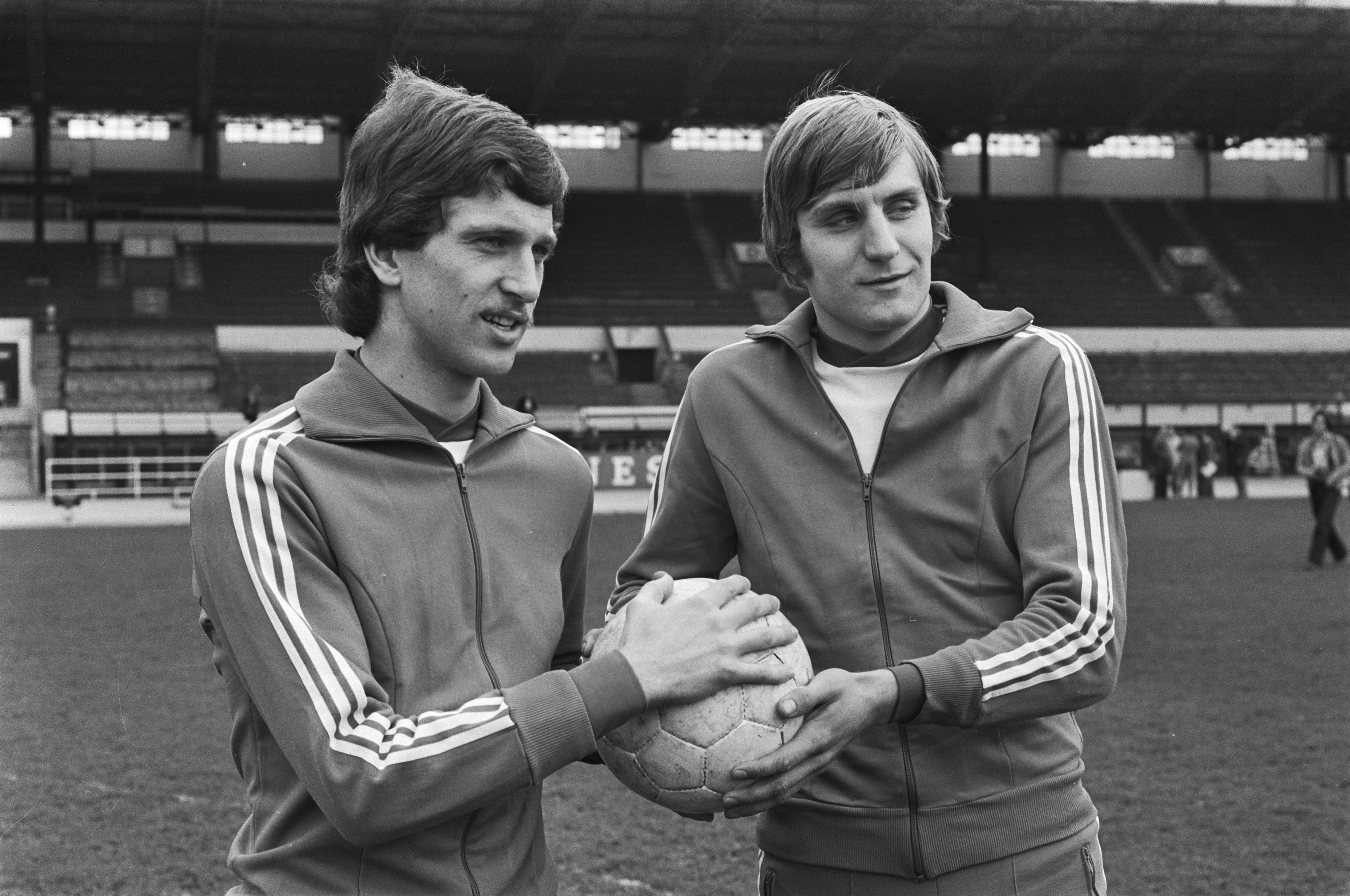
Ludo Coeck en Jan Ceulemans
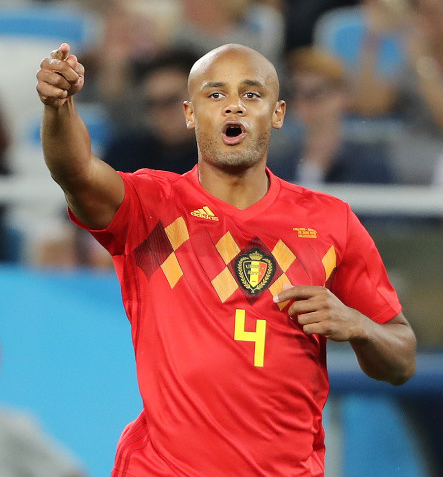
Vincent Kompany
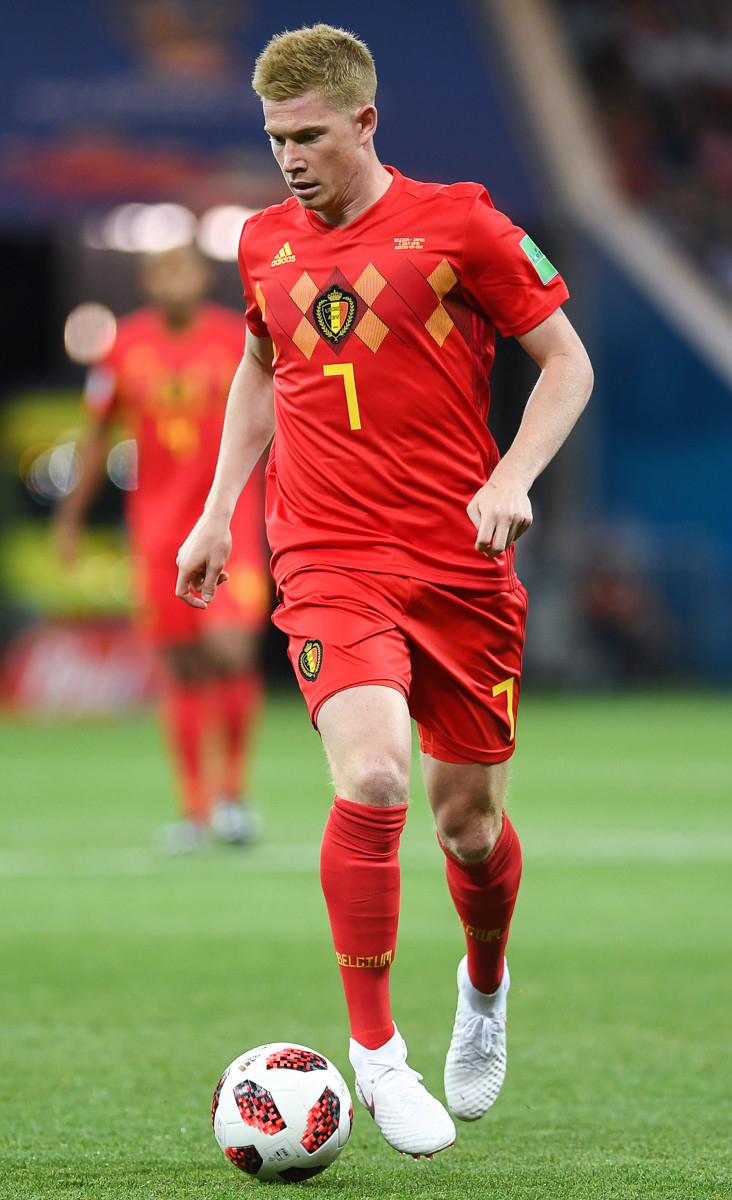
Kevin De Bruyne

## Selectie
De selectie voor de WK kwalificatie-wedstrijden tegen  Noord-Macedonië op 6 juni 2025 en tegen  Wales op 9 juni 2025.
Interlands en doelpunten bijgewerkt tot en met de wedstrijd België - Wales (4 - 3) op 9 juni 2025.
| Nr.         | Naam                 | Wed. | Dlpnt. | Club bij laatste selectie |
| ----------- | -------------------- | ---- | ------ | ------------------------- |
| Doel        |                      |      |        |                           |
|             | Matz Sels            | 11   | 0      | Nottingham Forest         |
|             | Nordin Jackers       | 0    | 0      | Club Brugge               |
|             | Senne Lammens        | 0    | 0      | Royal Antwerp             |
|             | Maarten Vandevoordt  | 0    | 0      | RB Leipzig                |
| Verdediging |                      |      |        |                           |
|             | Thomas Meunier       | 71   | 8      | Lille OSC                 |
|             | Wout Faes            | 28   | 0      | Leicester City            |
|             | Arthur Theate        | 25   | 0      | Eintracht Frankfurt       |
|             | Zeno Debast          | 20   | 0      | Sporting CP               |
|             | Maxim De Cuyper      | 10   | 3      | Club Brugge               |
|             | Koni De Winter       | 4    | 0      | AC Milan                  |
|             | Brandon Mechele      | 4    | 0      | Club Brugge               |
|             | Diego Moreira        | 0    | 0      | RC Strasbourg             |
| Middenveld  |                      |      |        |                           |
|             | Kevin De Bruyne      | 111  | 31     | Napoli                    |
|             | Youri Tielemans      | 77   | 10     | Aston Villa               |
|             | Hans Vanaken         | 26   | 5      | Club Brugge               |
|             | Amadou Onana         | 22   | 0      | Aston Villa               |
|             | Nicolas Raskin       | 4    | 0      | Rangers                   |
|             | Jorthy Mokio         | 1    | 0      | Ajax                      |
| Aanval      |                      |      |        |                           |
|             | Romelu Lukaku        | 124  | 89     | Napoli                    |
|             | Leandro Trossard     | 44   | 10     | Arsenal                   |
|             | Jérémy Doku          | 33   | 3      | Manchester City           |
|             | Loïs Openda          | 27   | 3      | RB Leipzig                |
|             | Dodi Lukebakio       | 26   | 2      | Sevilla                   |
|             | Charles De Ketelaere | 21   | 2      | Atalanta Bergamo          |
|             | Alexis Saelemaekers  | 16   | 1      | AC Milan                  |
|             | Malick Fofana        | 1    | 0      | Olympique Lyon            |

### Recent opgeroepen
De volgende spelers zijn het afgelopen jaar opgeroepen voor het elftal, maar zaten niet bij de laatste selectie of zijn afgevallen nadat ze geselecteerd zijn.
| Naam                 | Wed. | Dlpnt. | Club bij laatste selectie | Laatste oproep                   |
| -------------------- | ---- | ------ | ------------------------- | -------------------------------- |
| Doel                 |      |        |                           |                                  |
| Thibaut Courtois     | 103  | 0      | Real Madrid               | Noord-Macedonië uit, 6 juni 2025 |
| Thomas Kaminski      | 1    | 0      | Charlton Athletic         | Frankrijk uit, 9 september 2024  |
| Ortwin De Wolf       | 0    | 0      | KV Mechelen               | Frankrijk thuis, 14 oktober 2024 |
| Verdediging          |      |        |                           |                                  |
| Timothy Castagne     | 54   | 2      | Fulham                    | Oekraïne thuis, 23 maart 2025    |
| Ameen Al-Dakhil      | 6    | 0      | VfB Stuttgart             | Oekraïne thuis, 23 maart 2025    |
| Matte Smets          | 1    | 0      | KRC Genk                  | Israël uit, 17 november 2024     |
| Killian Sardella     | 1    | 0      | Anderlecht                | Israël uit, 17 november 2024     |
| Joaquin Seys         | 0    | 0      | Club Brugge               | Italië thuis, 14 november 2024   |
| Sebastiaan Bornauw   | 4    | 0      | VfL Wolfsburg             | Frankrijk thuis, 14 oktober 2024 |
| Middenveld           |      |        |                           |                                  |
| Bryan Heynen         | 1    | 0      | KRC Genk                  | Oekraïne thuis, 23 maart 2025    |
| Orel Mangala         | 23   | 0      | Olympique Lyon            | Israël uit, 17 november 2024     |
| Arthur Vermeeren     | 6    | 0      | RB Leipzig                | Israël uit, 17 november 2024     |
| Arne Engels          | 4    | 0      | Celtic                    | Israël uit, 17 november 2024     |
| Albert Sambi Lokonga | 2    | 0      | Arsenal                   | Israël uit, 17 november 2024     |
| Roméo Lavia          | 1    | 0      | Chelsea                   | Italië thuis, 14 november 2024   |
| Aster Vranckx        | 9    | 0      | VfL Wolfsburg             | Frankrijk thuis, 14 oktober 2024 |
| Aanval               |      |        |                           |                                  |
| Michy Batshuayi      | 55   | 27     | Eintracht Frankfurt       | Oekraïne thuis, 23 maart 2025    |
| Johan Bakayoko       | 18   | 1      | RB Leipzig                | Israël uit, 17 november 2024     |
| Norman Bassette      | 1    | 0      | Coventry City             | Israël uit, 17 november 2024     |
| Samuel Mbangula      | 0    | 0      | VfL Wolfsburg             | Israël uit, 17 november 2024     |
| Cyril Ngonge         | 1    | 0      | Torino                    | Frankrijk thuis, 14 oktober 2024 |
| Julien Duranville    | 2    | 0      | Borussia Dortmund         | Frankrijk uit, 9 september 2024  |

### Staf
| Naam                   | Functie                |
| ---------------------- | ---------------------- |
| Technische staf        |                        |
| Rudi Garcia            | Bondscoach             |
| Claude Fichaux         | Assistent              |
| Stéphane Jobard        | Assistent              |
| Guy Martens            | Keeperstrainer         |
| Devon Maes             | Physical coach         |
| Bram Gielen            | Physical coach         |
| Christophe Prudhon     | Performance analyst    |
| Dylan Vanhaeren        | Performance analyst    |
| Maxime Wouters         | Performance analyst    |
| Arne Jaspers           | Sports scientist       |
| Steven Probst          | Health & Performance   |
| Piet Erauw             | Teammanager            |
| Vincent Mannaert       | Technical Director     |
| David Steegen          | Pers verantwoordelijke |
| Medische staf          |                        |
| Brahim Hacene          | Teamdokter             |
| Brecht De Coninck      | Teamdokter             |
| Yannick Dyduch         | Fysiotherapeut         |
| Frigyes Vanden Auweele | Fysiotherapeut         |
| James Van Gemert       | Fysiotherapeut         |
| Sander Nuyens          | Fysiotherapeut         |
| Bartel Dewulf          | Teamkok                |
| Janne Geers            | Nutritionist           |
| Maikel Simons          | Masseur                |
| Eddy Pepels            | Masseur                |

## Bondscoaches
België heeft in totaal reeds 31 bondscoaches gehad. Na het ontslag van René Vandereycken in april 2009 werd Frank Vercauteren interim-bondscoach voor de Kirin Cup 2009 en de resterende WK-campagne. Nadat de Rode Duivels met 5-0 de boot in gingen tegen Spanje, en uit in Armenië met 2-1 verloren, maakte Vercauteren bekend dat hij met deze groep niet verder wilde.
Op 1 oktober 2009 werd Dick Advocaat dan de eerste Nederlandse bondscoach van de Rode Duivels. Advocaat wist zijn eerste wedstrijd te winnen met 2-0 tegen Turkije, zijn eerste nederlaag was 4 dagen later tegen Estland met 2-0. Advocaat vertrok op 15 april 2010 bij de Rode Duivels om het nationale team van Rusland te gaan coachen. Hij leidde in totaal 5 wedstrijden en werd uiteindelijk vervangen door Georges Leekens. Die kon zich met België niet plaatsen voor het EK 2012 en stapte op 13 mei 2012 over naar Club Brugge. Zijn opvolger werd Marc Wilmots. Onder zijn leiding plaatste België zich voor het WK 2014; het eerste eindtoernooi voor de Belgen in twaalf jaar tijd. In Brazilië haalde België de kwartfinales. In november 2015 werd België voor het eerst in de geschiedenis nummer één op de FIFA-wereldranglijst. Op 3 augustus 2016 werd Roberto Martínez officieel aangesteld als bondscoach van de Rode Duivels, die dat bleef tot en met 1 december 2022. Kort na het ontslag van Martinez stelde de voetbalbond Domenico Tedesco aan. Deze werd na tegenvallende resultaten in 2024 reeds ontslagen. De nieuwe technisch directeur van de voetbalbond, Vincent Mannaert, stelde Rudi Garcia aan als nieuwe bondscoach van de Belgische nationale ploeg.

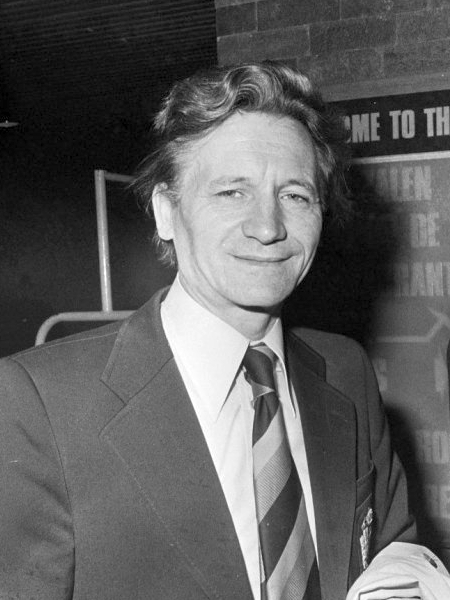
Raymond Goethals (1968-1976)
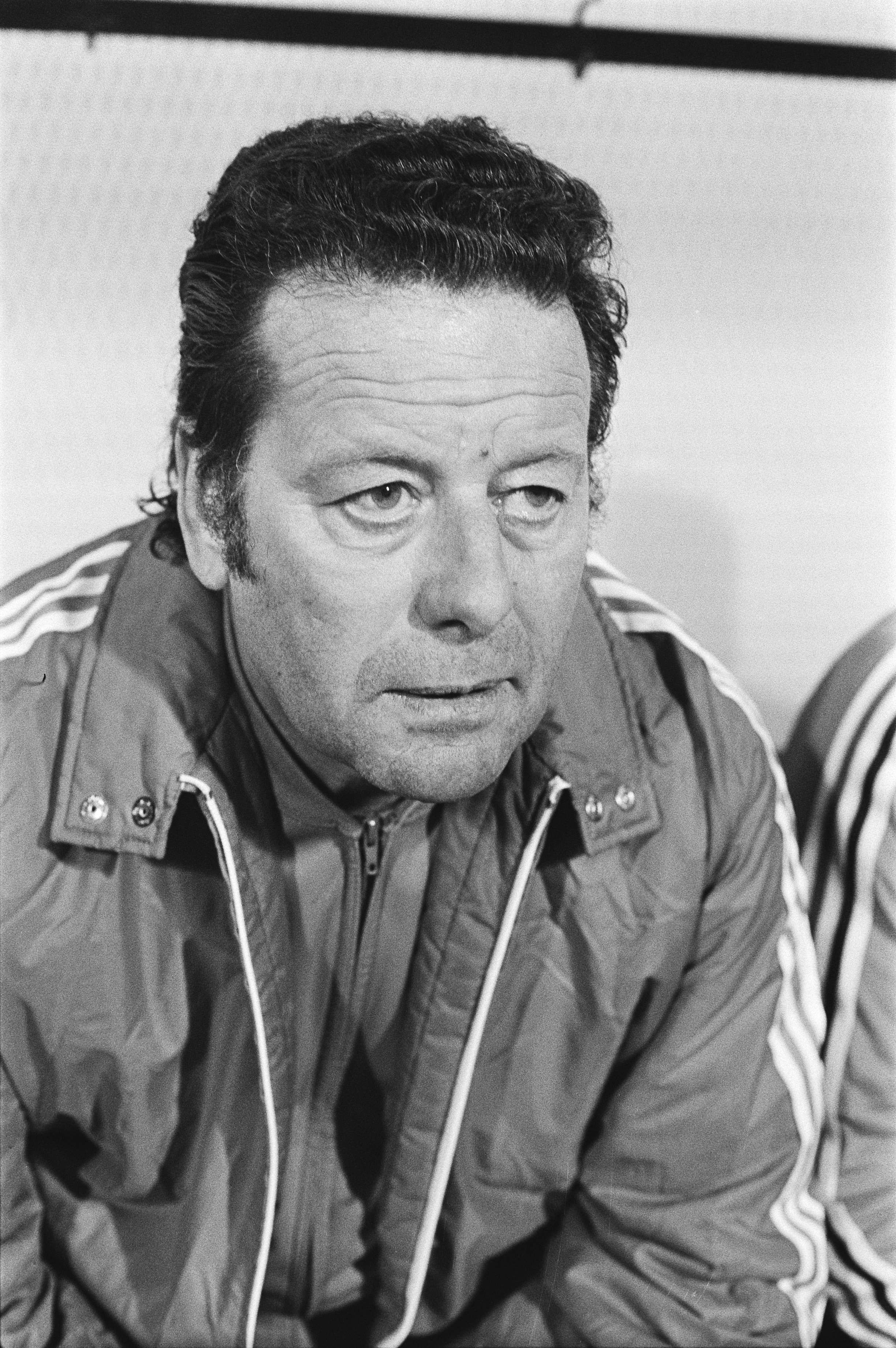
Guy Thys (1976-1989, 1990-1991)
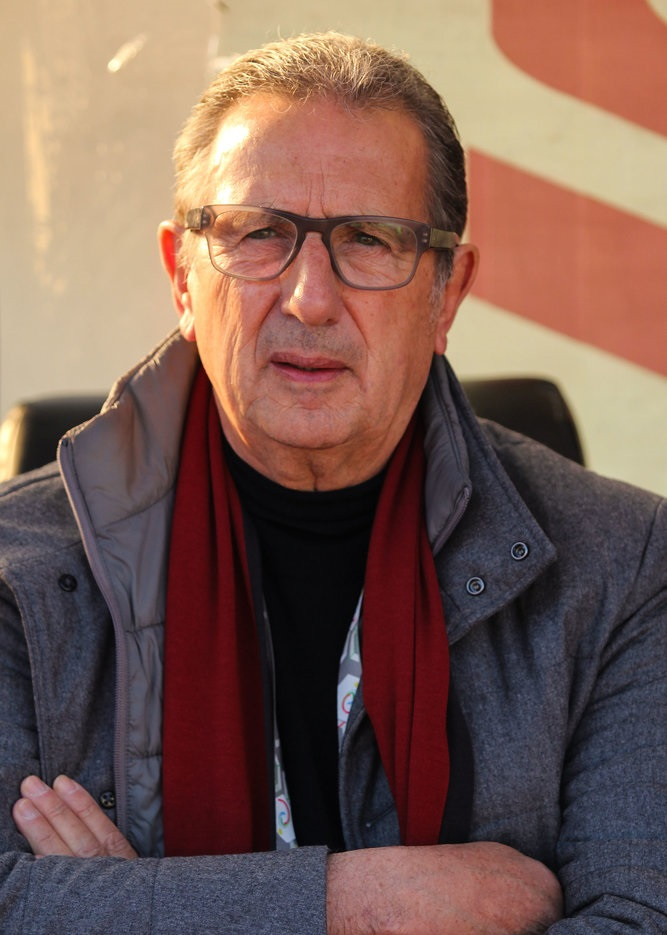
George Leekens (1997-1999, 2010-2012)
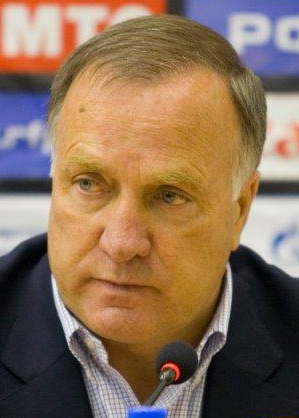
Dick Advocaat (2009-2010)
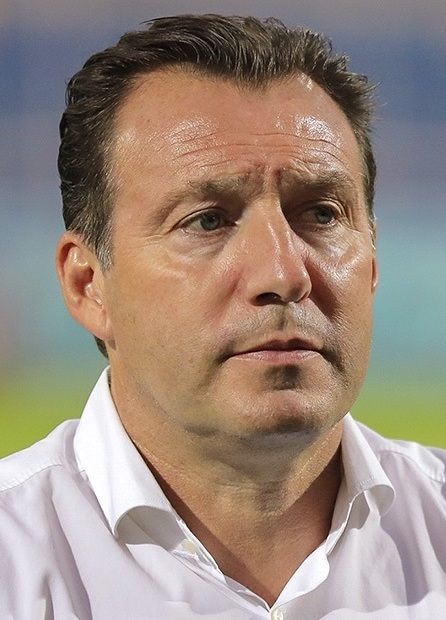
Marc Wilmots (2012-2016)
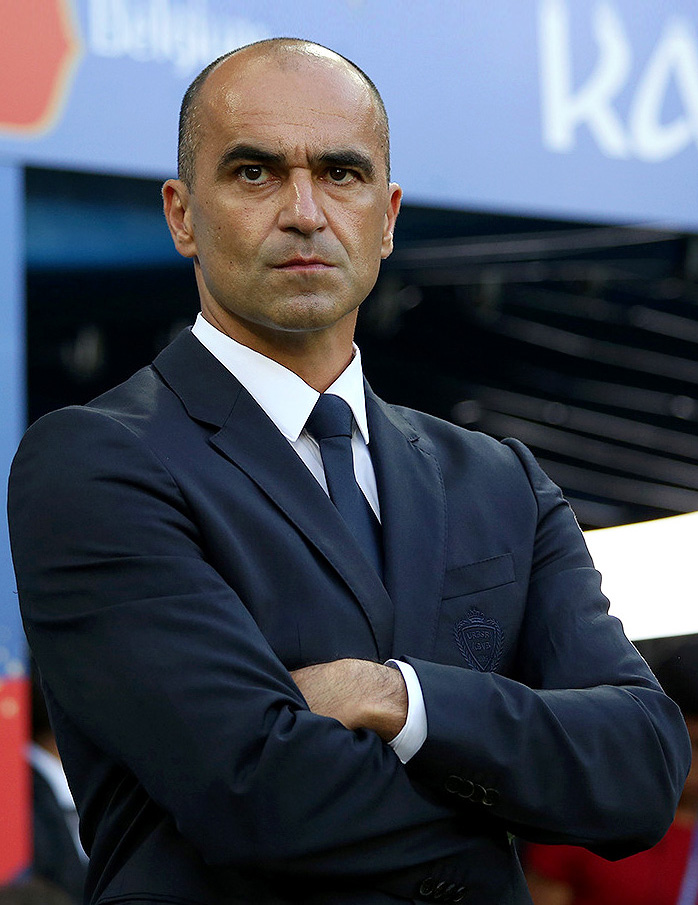
Roberto Martínez (2016-2022)
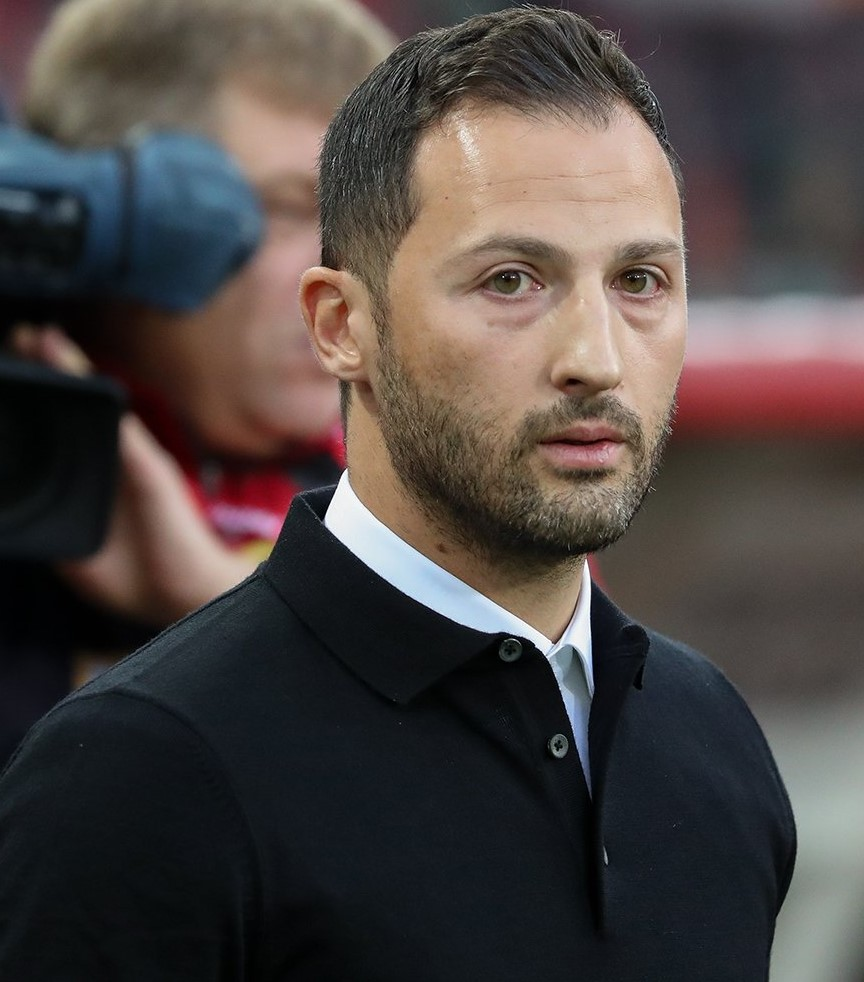
Domenico Tedesco (2022-2024)
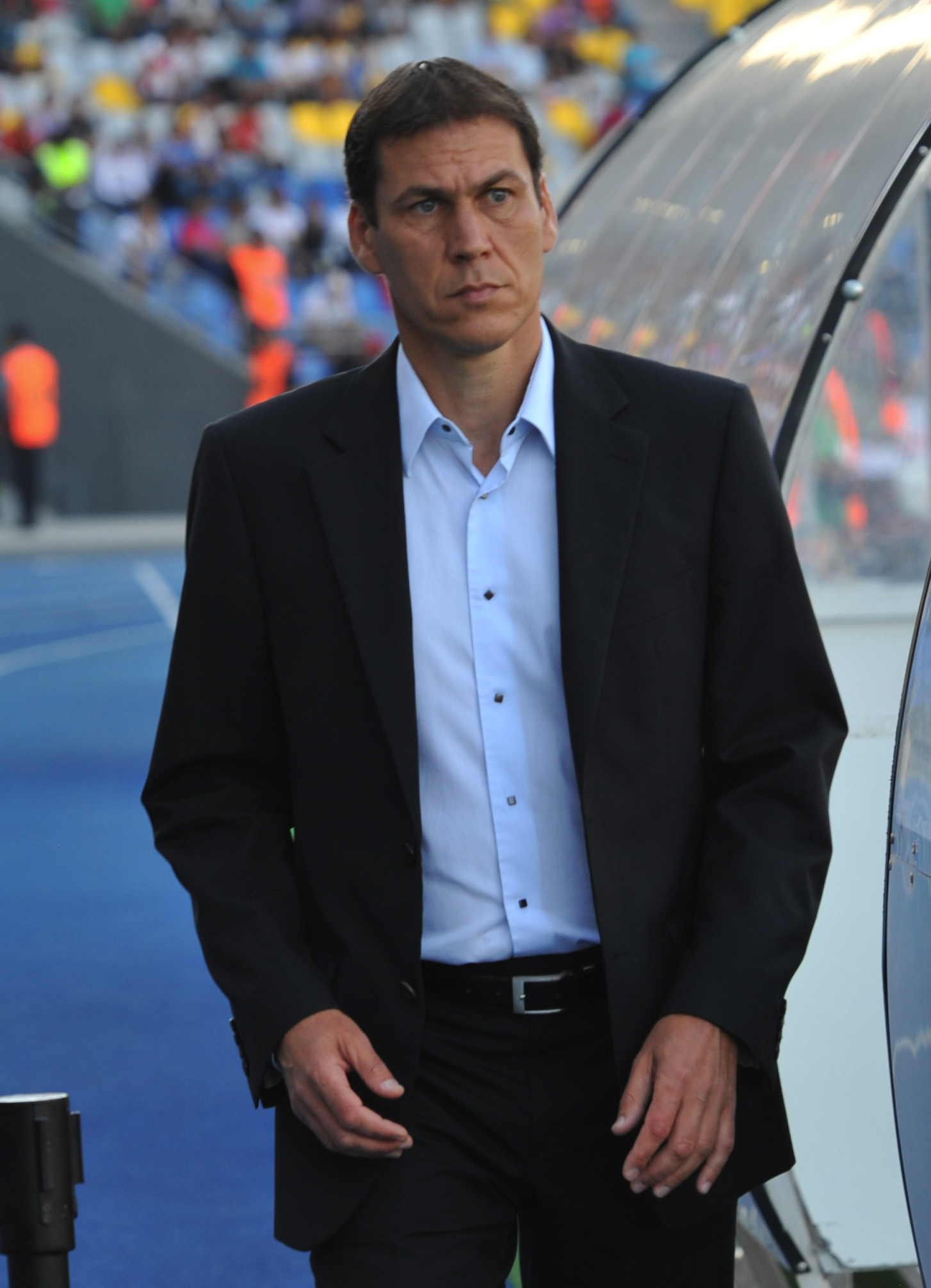
Rudi Garcia (2024-heden)

## Aanvoerders
| #  | Naam                 | Periode      | Positie      | Aantal* |
| -- | -------------------- | ------------ | ------------ | ------- |
| 1  | Camille Van Hoorden  | 1904 - 1911  | Middenvelder | 12      |
| 13 | Armand Swartenbroeks | 1914 - 1928  | Verdediger   | 37      |
| 20 | Florimond Vanhalme   | 1926 - 1930  | Middenvelder | 14      |
| 22 | Nic Hoydonckx        | 1930 - 1933  | Verdediger   | 13      |
| 28 | Philibert Smellinckx | 1935 - 1938  | Verdediger   | 13      |
| 29 | Émile Stijnen        | 1936 - 1939  | Middenvelder | 18      |
| 38 | Freddy Chaves        | 1949 - 1951  | Middenvelder | 11      |
| 39 | Joseph Mermans       | 1949 - 1956  | Aanvaller    | 30      |
| 44 | Vic Mees             | 1956 - 1960  | Middenvelder | 16      |
| 50 | Jef Jurion           | 1960 - 1967  | Middenvelder | 39      |
| 51 | Paul Van Himst       | 1964 - 1974  | Aanvaller    | 38      |
| 56 | Wilfried Van Moer    | 1975 - 1982  | Middenvelder | 10      |
| 60 | Julien Cools         | 1977 - 1980  | Middenvelder | 20      |
| 62 | Eric Gerets          | 1980 - 1991  | Verdediger   | 26      |
| 66 | Jan Ceulemans        | 1984 - 1991  | Middenvelder | 48      |
| 68 | Georges Grün         | 1989 - 1995  | Verdediger   | 25      |
| 69 | Franky Van der Elst  | 1992 - 1998  | Middenvelder | 18      |
| 71 | Enzo Scifo           | 1993 - 1998  | Middenvelder | 11      |
| 72 | Lorenzo Staelens     | 1995 - 2000  | Middenvelder | 19      |
| 75 | Marc Wilmots         | 1999 - 2002  | Middenvelder | 23      |
| 77 | Bart Goor            | 2002 - 2005  | Middenvelder | 20      |
| 79 | Timmy Simons         | 2004 - 2009  | Middenvelder | 36      |
| 81 | Daniel Van Buyten    | 2007 - 2011  | Verdediger   | 10      |
| 82 | Thomas Vermaelen     | 2009 - 2013  | Verdediger   | 14      |
| 83 | Vincent Kompany      | 2010 - 2017  | Verdediger   | 38      |
| 84 | Jan Vertonghen       | 2012 - 2017  | Verdediger   | 23      |
| 85 | Eden Hazard          | 2015 - 2022  | Aanvaller    | 59      |
| 86 | Kevin De Bruyne      | 2023 - heden | Middenvelder | 15      |
| 87 | Romelu Lukaku        | 2023 - heden | Aanvaller    | 12      |

Bijgewerkt tot en met de wedstrijd  België -  Oekraïne (3 - 0) op 23 maart 2025.
*Enkel officieel erkende matchen zijn opgenomen in de lijst. Enkel spelers met 10 of meer caps als kapitein zijn opgenomen in de lijst.

## Stadion
Het thuisstadion van de Rode Duivels is het Koning Boudewijnstadion te Brussel. De eerste keer werd hier een interland gespeeld op 11 oktober 1931 tegen Polen. In totaal traden de Rode Duivels al 225 keer aan in dit stadion.
Vooraleer het Koning Boudewijnstadion de thuisbasis van de nationale ploeg werd, werden de interlands afgewerkt in verschillende stadions (waarvan een groot deel inmiddels niet meer bestaat). Doorheen de geschiedenis werd er in totaal op 24 verschillende locaties gespeeld. 

### Lijst van gebruikte stadions
| Aantal wedstrijden | Stadion                         | Locatie             | Eerste wedstrijd  | Tegenstander      | Laatste wedstrijd | Tegenstander     |
| ------------------ | ------------------------------- | ------------------- | ----------------- | ----------------- | ----------------- | ---------------- |
| 225                | Koning Boudewijnstadion         | Brussel             | 11 oktober 1931   | Polen             | 9 juni 2025       | Wales            |
| 40                 | Bosuilstadion                   | Deurne              | 1 november 1923   | Engeland          | 12 oktober 1988   | Brazilië         |
| 28                 | Lotto Park                      | Anderlecht          | 27 oktober 1965   | Bulgarije         | 29 maart 2022     | Burkina Faso     |
| 19                 | Maurice Dufrasnestadion         | Luik                | 2 januari 1927    | Tsjecho-Slowakije | 31 augustus 2017  | Gibraltar        |
| 15                 | Olympisch Stadion               | Antwerpen           | 29 augustus 1920  | Spanje            | 7 september 2005  | San Marino       |
| 12                 | Edmond Machtensstadion          | Sint-Jans-Molenbeek | 21 mei 1921       | Engeland          | 22 april 1995     | Verenigde Staten |
| 10                 | Beerschotstadion                | Antwerpen           | 30 april 1905     | Nederland         | 15 maart 1914     | Nederland        |
| 7                  | De Ganzenvijver                 | Ukkel               | 1 mei 1904        | Frankrijk         | 9 maart 1919      | Frankrijk        |
| 6                  | King Power at Den Dreef Stadion | Heverlee            | 11 november 2020  | Zwitserland       | 15 november 2023  | Servië           |
| 5                  | Langeveldlaan                   | Ukkel               | 18 april 1908     | Engeland          | 17 februari 1920  | Engeland         |
| 5                  | Albert Dyserynckstadion         | Brugge              | 22 oktober 1966   | Zwitserland       | 1 juni 1974       | Schotland        |
| 4                  | Joseph Marienstadion            | Vorst               | 6 maart 1921      | Frankrijk         | 11 mei 1929       | Engeland         |
| 4                  | Stade Vélodrome de Rocourt      | Luik                | 15 april 1922     | Denemarken        | 14 mei 1939       | Zwitserland      |
| 4                  | Stade du Pays de Charleroi      | Charleroi           | 23 februari 1946  | Luxemburg         | 4 september 2004  | Litouwen         |
| 4                  | Jan Breydelstadion              | Brugge              | 23 augustus 1989  | Denemarken        | 14 november 2017  | Japan            |
| 4                  | Cegeka Arena                    | Genk                | 24 mei 2006       | Turkije           | 23 maart 2025     | Oekraïne         |
| 3                  | Jules Ottenstadion              | Gentbrugge          | 11 juni 2003      | Andorra           | 9 februari 2011   | Finland          |
| 2                  | Stadion Broodstraat             | Antwerpen           | 20 februari 1912  | Zwitserland       | 23 november 1913  | Duitsland        |
| 2                  | Stade du Panorama               | Verviers            | 2 november 1913   | Zwitserland       | 7 november 1971   | Luxemburg        |
| 2                  | Stade du Pont d'Ougrée          | Seraing             | 13 december 1925  | Oostenrijk        | 25 mei 1930       | Frankrijk        |
| 1                  | Cointe                          | Luik                | 23 april 1911     | Duitsland         | 23 april 1911     | Duitsland        |
| 1                  | Rue du Forest                   | Vorst               | 30 april 1911     | Frankrijk         | 30 april 1911     | Frankrijk        |
| 1                  | Regenboogstadion                | Waregem             | 9 oktober 1968    | Finland           | 9 oktober 1968    | Finland          |
| 1                  | Daknamstadion                   | Lokeren             | 20 september 1978 | Noorwegen         | 20 september 1978 | Noorwegen        |

## Interlands
De interlands in de onderstaande tabellen zijn wedstrijden van vriendschappelijke ontmoetingen of toernooien tot ± 12 maanden geleden. Ook de toekomstige interlands zijn hier te vinden.
| Datum      | Competitie           | Tegenstander    | Locatie                                   | Uitslag | Doelpuntenmakers |
| ---------- | -------------------- | --------------- | ----------------------------------------- | ------- | --- |
| 06-09-2024 | UEFA Nations League  | Israël          | Nagyerdei-stadion, Debrecen (Hongarije)   | 3 – 1   | 21' De Bruyne 1-0, 36' Castagne 1-1 (e.d.), 48' Tielemans 2-1, 52' De Bruyne 3-1 (pen.)                                                |
| 09-09-2024 | UEFA Nations League  | Frankrijk       | Parc Olympique Lyonnais, Décines-Charpieu | 2 – 0   | 29' Kolo Muani 1-0, 57' Dembélé 2-0 |
| 10-10-2024 | UEFA Nations League  | Italië          | Stadio Olimpico, Rome                     | 2 – 2   | 11' Cambiaso 1-0, 24' Retegui 2-0, 42' De Cuyper 2-1, 61' Trossard 2-2                                                                 |
| 14-10-2024 | UEFA Nations League  | Frankrijk       | Koning Boudewijnstadion, Brussel          | 1 – 2   | 35' Kolo Muani 1-0 (pen.), 45+3' Openda 1-1, 62' Kolo Muani 1-2                                                                        |
| 14-11-2024 | UEFA Nations League  | Italië          | Koning Boudewijnstadion, Brussel          | 0 – 1   | 11' Tonali 0-1 |
| 17-11-2024 | UEFA Nations League  | Israël          | Bozsik Aréna, Boedapest (Hongarije)       | 1 – 0   | 86' Shua 1-0 |
| 20-03-2025 | UEFA Nations League  | Oekraïne        | Estadio Nueva Condomina, Murcia (Spanje)  | 3 – 1   | 40' R. Lukaku 0-1, 66' Hoetsoeljak 1-1, 73' Vanat 2-1, 78' Zabarnyj 3-1                                                                |
| 23-03-2025 | UEFA Nations League  | Oekraïne        | Cegeka Arena, Genk                        | 3 – 0   | 70' De Cuyper 1-0, 75' R. Lukaku 2-0, 86' R. Lukaku 3-0                                                                                |
| 06-06-2025 | WK-kwalificatie 2026 | Noord-Macedonië | Toše Proeskiarena, Skopje                 | 1 – 1   | 28' De Cuyper 0-1, 86' Alioski 1-1 |
| 09-06-2025 | WK-kwalificatie 2026 | Wales           | Koning Boudewijnstadion, Brussel          | 4 – 3   | 15' R. Lukaku 1-0 (pen.), 19' Tielemans 2-0, 27' Doku 3-0, 45+7' Wilson 3-1 (pen.), 51' Thomas 3-2, 69' Johnson 3-3, 88' De Bruyne 4-3 |
| 04-09-2025 | WK-kwalificatie 2026 | Liechtenstein   | Rheinparkstadion, Vaduz                   | –       | |
| 07-09-2025 | WK-kwalificatie 2026 | Kazachstan      | Lotto Park, Anderlecht                    | –       | |
| 10-10-2025 | WK-kwalificatie 2026 | Noord-Macedonië | Planet Group arena, Gent                  | –       | |
| 13-10-2025 | WK-kwalificatie 2026 | Wales           | Cardiff City Stadium, Cardiff             | –       | |
| 15-11-2025 | WK-kwalificatie 2026 | Kazachstan      |                                           | –       | |
| 18-11-2025 | WK-kwalificatie 2026 | Liechtenstein   | Maurice Dufrasnestadion, Luik             | –       | |

## Archief
Sinds 2009 bewaart het Algemeen Rijksarchief het archief over het Belgisch voetbal. Het archief bevat onder meer dossiers over de Rode Duivels en juridische stukken, maar ook duizenden foto’s, honderden affiches evenals het door de KBVB zelf uitgegeven tijdschrift Sportleven.